# Lista de filmes com temática LGBT de 2015
Esta é uma lista de filmes que contém personagens e/ou temática lésbica, gay, bissexual, ou transgênera lançados em 2015.
| Título                                                   | Diretor                                                                | País                                              | Gênero                               | Elenco | Anotações |
| -------------------------------------------------------- | ---------------------------------------------------------------------- | ------------------------------------------------- | ------------------------------------ | --- | --- |
| 3 Generations                                            | Gaby Dellal                                                            | EUA                                               | Drama                                | Naomi Watts, Elle Fanning, Susan Sarandon, Tate Donovan, Linda Emond, Jordan Carlos                                   | Gerou controvérsias por ter uma mulher cisgênero no papel de um homem trans |
| 4th Man Out                                              | Andrew Nackman                                                         | EUA                                               | Comédia, Drama                       | Evan Todd, Parker Young, Chord Overstreet, Jon Gabrus, Jennifer Damiano, Kate Flannery                                | |
| À la recherche de l’ultra-sex                            | Bruno Lavaine, Nicolas Charlet                                         | França                                            | Comédia, Ficção Científica, Aventura | Nicolas Charlet, Bruno Lavaine, Jon Dough                                                                             | Um grupo de astronautas escapam de uma pandemia que causa luxúria extrema na população                                                                                                 |
| El acompañante                                           | Pavel Giroud                                                           | Cuba                                              | Drama                                | Yotuel Romero, Armando Miguel Gómez, Yailene Sierra, Camila Arteche, Broselianda Hernández                            | |
| An Act of Love                                           | Scott Sheppard                                                         | EUA                                               | Documentário                         | Frank Schaefer, Beth Stroud, Tim Schaefer, Jimmy Creech                                                               | Um pastor metodista desafia ordens da Igreja ao casar seu filho gay |
| Actual Reality                                           | Ian Stout, Robin Vada                                                  | EUA                                               | Ficção Científica                    | Jennifer Brian, Willow Finney, Michael Patrick Connolly, Ian Stout, Bruce Jennings                                    | Um hacker conhece uma policial em uma realidade virtual |
| Addicted to Fresno                                       | Jamie Babbit                                                           | EUA                                               | Comédia, Crime, Drama                | Judy Greer, Aubrey Plaza, Natasha Lyonne, Clea DuVall, Ron Livingston, Allison Tolman                                 | Duas irmãs co-dependentes, uma lésbica e uma viciada em sexo, que trabalham em um hotel em Fresno                                                                                      |
| Affair (ఎఫైర్)                                             | Sri Rajan                                                              | Índia                                             | Suspense, Romance                    | Prashanthi, Geethanjali Thasya, Shani Salmon, Sri Rajan                                                               | Duas jovens se apaixonam em uma sociedade ortodoxa |
| Akron                                                    | Brian O’Donnell, Sasha King                                            | EUA                                               | Romance, Drama                       | Matthew Frias, Edmund Donovan, Andrea Burns, Amy da Luz, Joseph Melendez, Isabel Rose Machado                         | Um calouro se apaixona por um jogador de futebol, mas um segredo do passado envolvendo suas mães ameaça separá-los                                                                     |
| Albatross                                                | Snævar Sölvason                                                        | Islândia                                          | Comédia, Drama                       | Hansel Eagle, Pálmi Gestsson, Gunnar Kristinsson, Finnbogi Dagur, Sigurðsson Birna, Hjaltalín Pálmadóttir             | [ 8 ] |
| Alena                                                    | Daniel di Grado                                                        | Suécia                                            | Terror, Drama, Suspense              | Amalia Holm Bjelke, Felice Jankell, Fanny Klefelt, Helena af Sandeberg, Molly Nutley, Rebecka Nyman                   | Uma garota é vingada pelo fantasma de sua melhor amiga após sofrer bullying na escola                                                                                                  |
| Aligarh                                                  | Hansal Mehta                                                           | Índia                                             | Drama, Biográfico                    | Sukhesh Arora, Manoj Bajpayee, Balaji Gauri, Sumit Gulati, Dilnaz Irani, K.R. Parmeshwar                              | Baseado na história real de um professor gay de linguística tem sua sexualidade exposta por uma operação policial                                                                      |
| Alimuom ng Kahapon                                       | Rosswil Hilario                                                        | Filipinas                                         | Drama, Romance                       | Sebastian Castro, Manuel Chua, Marq Dollentes, Angelo Ilagan, Abigail Lazaro, D.M. Sevilla                            | O relacionamento entre um fotógrafo e um ativista desenvolvida apesar de ideais opostos                                                                                                |
| Alki Alki                                                | Axel Ranisch                                                           | Alemanha                                          | Comédia                              | Heiko Pinkowski, Peter Trabner, Christina Große, Thorsten Merten, Oliver Korittke, Eva Bay                            | Um homem casado de 40 anos percebe que seu relacionamento com seu amigo infantil não é bom para ele                                                                                    |
| All About E                                              | Louise Wadley                                                          | Austrália                                         | Comédia, Drama, Romance              | Mandahla Rose, Brett Rogers, Julia Billington, Simon Bolton, Lex Marinos, Kim Antonios Hayes                          | Uma DJ e seu amigo são forçados a fugir para a fazenda da ex dela quando encontram uma bolsa cheia de dinheiro                                                                         |
| All the Others Were Practice                             | Brian Tolle                                                            | EUA                                               | Comédia, Romance                     | Charlie Ballard, Kimberly MacLean, Bennie Bell, Chris Morrell, Lawrence Radecker, Liam Vincent                        | Um homem procura pelo cara certo com a ajuda de amigos e colegas |
| Alto                                                     | Mikki del Monico                                                       | EUA                                               | Comédia, Romance, Crime              | Diana DeGarmo, Natalie Knepp, David Valcin, Lou Martini Jr., Melanie Minichino, Jake Robards                          | Uma mulher comprometida se apaixona pela filha de um don da máfia |
| Ambrosia                                                 | Rhiannon Bannenberg                                                    | Austrália                                         | Drama                                | Rebecca Montalti, Natasha Velkova, Elias Jamieson Brown, Debbie Neilson, Scott Lee                                    | Em uma viagem com seus amigos artistas, uma mulher encontra uma estranha enigmática |
| The Amina Profile                                        | Sophie Deraspe                                                         | Canadá                                            | Documentário                         | Sandra Bagaria | trad. O Perfil de Amina Sobre a busca pela suposta blogueira lésbica síria Amina Abdallah Arraf al Omari                                                                               |
| Angry Indian Goddesses                                   | Pan Nalin                                                              | Índia                                             | Drama                                | Sandhya Mridul, Tannishtha Chatterjee, Sarah-Jane Dias, Anushka Manchanda, Amrit Maghera                              | |
| Arianna                                                  | Carlo Lavagna                                                          | Itália                                            | Drama                                | Ondina Quadri, Massimo Popolizio, Valentina Carnelutti, Corrado Sassi, Blu Yoshimi                                    | Uma jovem de 19 anos que ainda não teve seu primeiro ciclo menstrual investiga seu passado durante as férias                                                                           |
| As Good As You                                           | Heather de Michele                                                     | EUA                                               | Comédia                              | Laura Heisler, Anna Fitzwater, Raoul Bhaneja, Bryan Dechart, Annie Potts, Peter Maloney                               | Uma mulher procura por significado em sua vida após a morte da esposa |
| À trois on y va                                          | Jérôme Bonnell                                                         | França                                            | Comédia, Romântica                   | Anaïs Demoustier, Félix Moati, Sophie Verbeeck                                                                        | trad. A Três Vamos Lá Um casal começa a trair um ao outro com a mesma mulher |
| Aus der Haut                                             | Stefan Schaller                                                        | Áustria, Alemanha                                 | Drama                                | Merlin Rose, Claudia Michelsen, Johann von Bülow, Leonard Proxauf, Johannes Krisch, Manuel Rubey                      | trad. Troca de Pele Um adolescente e sua família enfrentam dificuldades quando ele descobre sua homossexualidade                                                                       |
| Ausência                                                 | Chico Teixeira                                                         | Brasil, Chile, França                             | Drama                                | Matheus Fagundes, Irandhir Santos, Gilda Nomacce, Thiago de Matos, Andréia Mayumi, Mateus Mariano                     | |
| Avant l'aurore                                           | Nathan Nicholovitch                                                    | França, Camboja                                   | Drama                                | David D'Ingeo, Panna Nat, Viri Seng Samnang, Ucoc Lai, Clo Mercier                                                    | Uma prostituta trans francesa vivendo em Phnom Penh encontra quatro meninas presas em seu apartamento                                                                                  |
| Aziz Rouhou (عزيز روحو‎)                                  | Sonia Chamkhi                                                          | Tunísia                                           | Drama                                | Ghanem Zrelli, Zied Touati, Sondos Belhassen, Fatima Ben Saïdane, Jamel Madani, Aïcha Ben Ahmed                       | Também conhecido como Narcissus, segue um homem gay pressionado a se casar, e sua irmã, que tem segredos sombrios                                                                      |
| Baby Bump                                                | Kuba Czekaj                                                            | Polônia                                           | Drama, Comédia                       | Kacper Olszewski, Agnieszka Podsiadlik, Caryl Swift, Sebastian Łach, Weronika Wachowska                               | Um garoto de 11 anos fica frustrado com a puberdade |
| Baby Steps                                               | Barney Cheng                                                           | Taiwan                                            | Comédia, Drama                       | Barney Cheng, Michael Adam Hamilton, Gua Ah-leh, Love Fang, Tzi Ma                                                    | Um taiwanês-americano e sua mãe que ignora sua sexualidade finalmente tem um interesse em comum quando ele e o parceiro decidem ter um bebê                                            |
| Banglasia                                                | Namewee                                                                | Malásia                                           | Ação, Comédia                        | Bengal Andy, Saiful Apek, Dato David Arumugam, Zhu Yu-six, Kiniki, Ai Dika                                            | [ 26 ] |
| Barash                                                   | Michal Vinik                                                           | Israel                                            | Drama                                | Sivan Noam Shimon, Jade Sakori, Dvir Benedek                                                                          | Uma adolescente entediada se apaixona por sua nova colega de classe |
| Bare                                                     | Natalia Leite                                                          | EUA                                               | Drama                                | Dianna Agron, Chris Zylka, Louisa Krause, Paz de la Huerta                                                            | |
| Bastard                                                  | Patrick Robert Young, Powell Robinson                                  | EUA                                               | Terror                               | Rebekah Kennedy, Ellis Greer, Dan Creed, Will Tranfo, Tonya Kay, Burt Culver                                          | Dois serial killers recém casados, um policial suicida, e dois jovens fugitivos são suspeitos e possíveis vítimas de um assassino mascarado                                            |
| Battle Mountain: Graeme Obree’s Story                    | Dave Street                                                            | Reino Unido                                       | Documentário                         | Chris Hoy, Charlie Milarvie, Euan Obree, Graeme Obree, Jamie Obree                                                    | Sobre o ciclista e antigo campeão mundial Graeme Obree |
| Beautiful Something                                      | Joseph Graham                                                          | EUA                                               | Romance, Drama                       | Zack Ryan, Brian Sheppard, Colman Domingo, Matthew Rios                                                               | Quatro homens gays muito diferentes navegam pela arte, o amor, e o sexo durante uma noite                                                                                              |
| Beauty and the Bestie                                    | Wenn V. Deramas                                                        | Filipinas                                         | Comédia, Ação                        | Vice Ganda, Coco Martin, James Reid, Nadine Lustre, Ellen Adarna, Alonzo Muhlach                                      | Um policial precisa que seu antigo amigo finja ser a filha de um diplomata para infiltrar um concurso de beleza                                                                        |
| Beaver Trilogy Part IV                                   | Brad Besser                                                            | EUA                                               | Documentário                         | Trent Harris, Sean Penn, Crispin Glover, Bill Hader                                                                   | Sobre o encontro entre o diretor e Trent Harris em 1979 que inspirou o documentário de 2000                                                                                            |
| Becoming More Visible                                    | Pamela French                                                          | EUA                                               | Documentário                         | | Segue quatro jovens trans que desafiam as normas da sociedade |
| Beira-Mar                                                | Filipe Matzembacher, Marcio Reolon                                     | Brasil                                            | Drama, Romance                       | Mateus Almada, Maurício Barcellos, Irene Brietzke, Elisa Brittes                                                      | |
| La Belle Saison                                          | Catherine Corsini                                                      | França, Bélgica                                   | Drama                                | Cécile de France, Izïa Higelin, Noémie Lvovsky, Kévin Azaïs, Lætitia Dosch, Sarah Suco                                | |
| Beneath the Skin                                         | Aaron Ellis                                                            | Canadá, Reino Unido                               | Drama, Romance                       | Aaron Ellis, Hunter Page, Jamie Knox, Wayne Virgo, Lauren Falconer, Rachel Walters                                    | Se mudando com a família para o Canadá, um jovem conhece um tatuador fugindo dos pais violentos                                                                                        |
| Bessie                                                   | Dee Rees                                                               | EUA                                               | Biográfico                           | Queen Latifah, Mo'Nique, Mike Epps, Tika Sumpter, Michael Kenneth Williams, Charles S. Dutton                         | |
| Best of Enemies                                          | Morgan Neville, Robert Gordon                                          | EUA                                               | Documentário                         | Gore Vidal, William F. Buckley, Kelsey Grammer, John Lithgow, Dick Cavett, Christopher Hitchens                       | Sobre a série de debates televisionados em 1968 entre Gore Vidal e William F. Buckley                                                                                                  |
| Better Half                                              | Michelle Clay                                                          | EUA                                               | Drama                                | Jaimie Fauth, Grant Landry, Avie Weber                                                                                | Quando uma criança doente é abandonada em um hospital, um homem e seu parceiro decidem adotá-la                                                                                        |
| Between a Frock and a Hard Place                         | Paul Clarke, Alex Barry                                                | Austrália                                         | Documentário                         | Stephan Elliott, Hugo Weaving, Guy Pearce, Terence Stamp, Rebel Penfold-Russell, Tim Chappel                          | A história por trás do icônico filme Priscila, a Rainha do Deserto de 1994 |
| The Big Raincheck                                        | Walter Reuben                                                          | EUA                                               | Documentário                         | Albion Sabani, Breven Angaelica Warren, BJ Averell, Paul Louis Harrell, Woolsey Ackerman                              | Combina fragmentos de um filme de 1981 com filmagens recentes, e entrevistas para montar uma narrativa                                                                                 |
| Bizarre                                                  | Étienne Faure                                                          | França                                            | Drama                                | Pierre Prieur, Adrian James, Raquel Nave, Charlie Himmelstein                                                         | Um rapaz com muitos segredos se muda para os EUA e começa a trabalhar em uma boate no Brooklyn                                                                                         |
| Black Stone (블랙스톤)                                   | Roh Gyeong-tae                                                         | Coreia do Sul, França                             | Drama                                | Kate Velarde, Erlinda Villalobos, Tae-hee Won                                                                         | [ 40 ] |
| Die blauen Stunden                                       | Marc Jago                                                              | Áustria                                           | Drama                                | Sven Dolinsky, Wilson Gonzalez Ochsenknecht, Tanja Maria Petrovsky, Merab Ninidze, Andreas Patton                     | Um triângulo amoroso entre um fotógrafo curioso, um garoto de programa frio, e uma prostituta trans                                                                                    |
| Blindsided                                               | Lisa Olivieri                                                          | EUA                                               | Documentário                         | Patricia Livingstone                                                                                                  | A história que perdeu sua visão e audição enquanto presa em um relacionamento abusivo com a namorada                                                                                   |
| Le bois dont les rêves sont faits                        | Claire Simon                                                           | França                                            | Documentário                         | | trad. O Bosque que Molda os Sonhos Mostra os diversos patronos do parque de Bois de Vincennes em Paris                                                                                 |
| Bolesno                                                  | Hrvoje Mabić                                                           | Croácia                                           | Documentário                         | Ana Dragicevic | trad. Doente Uma jovem lésbica tenta superar seu passado trágico para se casar com a mulher que ama                                                                                    |
| Boomerang                                                | François Favrat                                                        | França                                            | Drama                                | Mélanie Laurent, Laurent Lafitte, Audrey Dana, Wladimir Yordanoff, Bulle Ogier, Anne Suarez                           | Irmão e irmã viajam para uma ilha para celebrar o aniversário dela, mas eles sofrem um acidente na volta                                                                               |
| Breaking Free                                            | Sridhar Rangayan                                                       | Índia                                             | Documentário                         | Vivek Anand, Manohar Elavarthi, Anand Grover, Ashok Row Kavi                                                          | O diretor e ativista gay embarca em uma jornada para expor as lutas da comunidade LGBT indiana                                                                                         |
| Brief an mein Leben                                      | Urs Egger                                                              | Alemaha                                           | Drama                                | Marie Bäumer, Max Hopp, Hanns Zischler, Christina Große, Joachim Bißmeier, Jutta Wachowiak                            | Um mulher de negócios é internada em uma clínica psiquiátrica após um colapso mental                                                                                                   |
| Burn Burn Burn                                           | Chanya Button                                                          | Reino Unido                                       | Comédia, Drama                       | Laura Carmichael, Chloe Pirrie, Jack Farthing, Joe Dempsie, Julian Rhind-Tutt, Alison Steadman                        | Duas garotas embarcam em uma viagem para espalhar as cinzas de seu amigo |
| Burnt                                                    | John Wells                                                             | EUA                                               | Drama, Comédia                       | Bradley Cooper, Sienna Miller, Daniel Brühl, Omar Sy, Lily James, Alicia Vikander                                     | trad. Pegando Fogo |
| Byuti insaideu (뷰티 인사이드)                           | Baik                                                                   | Coreia do Sul                                     | Romance, Fantasia                    | Han Hyo-joo, Kim Dae-myung, Do Ji-han, Bae Seong-woo, Park Shin-hye, Lee Beom-soo                                     | O único constante de uma pessoa que acorda em um corpo diferente todos os dias é seu amor por uma mulher                                                                               |
| Caballos                                                 | Fabián Suárez                                                          | Cuba                                              | Drama                                | Carlos Alejandro Halley, Pablo Guevara, Linnett Hernandez Valdes, Milton García                                       | Baseado nas obras de Robert Mapplethorpe, segue um quarteto de artistas em Havana |
| Califórnia                                               | Marina Person                                                          | Brasil                                            | Drama                                | Clara Gallo, Caio Blat, Caio Horowicz, Giovanni Gallo, Virginia Cavendish, Paulo Miklos                               | |
| La calle de la amargura                                  | Arturo Ripstein                                                        | México                                            | Crime, Drama                         | Patricia Reyes Spíndola, Nora Velázquez, Arcelia Ramírez, Alberto Estrella, Alejandro Suárez, Juan Francisco Longoria | trad. A Rua da Amargura Sobre o assassinato dos luchadores anões Alberto e Alejandro Jiménez                                                                                           |
| Cancelled Faces (공백의 얼굴들)                          | Lior Shamriz                                                           | Coreia do Sul, Alemanha                           | Drama                                | Kim Won-mok, Lee Je-yeon, Ye Soo-jung, Kwon Ki-ha                                                                     | Uma mistura poética de conspiração noir com conto de fadas paranoico |
| Candid Love                                              | Kurtz Frausun                                                          | EUA                                               | Documentário                         | Shanea Devon, Kurtz Frausun, Jon Hargis                                                                               | Captura as dificuldades no relacionamento entre dois homens |
| Candy Apple                                              | Dean Dempsey                                                           | EUA                                               | Comédia, Drama                       | Dean Dempsey, Texas Trash, Neon Music, Sophia Lamar, Cory 'Whorse' Kimbrow-Dana                                       | Comédia de humor negro sobre pai e filho consumidos pelos vícios e desesperos de Nova Iorque                                                                                           |
| El Canto del Colibrí                                     | Marco Castro-Bojorquez                                                 | EUA                                               | Documentário                         | | Pais imigrantes latinos falam sobre o impacto da saída do armário de seus filhos |
| Capital I                                                | Amartya Bhattacharyya                                                  | Índia                                             | Drama, Fantasia                      | Ipsita Mohanty, Herjeit Alax, Jeeval Kurmi, Bhoumic Nanda, Susant Misra, Pallavi Priyadarshini                        | Uma jovem fica dividida entre uma relação realista e seu estranho relacionamento com uma namorada imaginária                                                                           |
| Carol                                                    | Todd Haynes                                                            | Reino Unido, EUA                                  | Romance, Drama                       | Cate Blanchett, Rooney Mara, Sarah Paulson, Jake Lacy, Kyle Chandler, John Magaro                                     | Baseado no livro The Price of Salt de Patricia Highsmith |
| Cầu Vồng Không Sắc                                       | Tuyen Quang Nguyen                                                     | Vitnã                                             | Drama                                | Khánh Kim, Nguyen Thanh Tu, Vu Tuan Viet, Tung Yuki, Nsut Le Thien, Nguyen Hoang                                      | Uma mulher é visitada pelo fantasma de seu filho adotivo, que tinha um caso com seu filho biológico                                                                                    |
| C'est l'amour                                            | Paul Vecchiali                                                         | França                                            | Drama                                | Astrid Adverbe, Pascal Cervo, Julien Lucq, Fred Karakozian, Paul Vecchiali                                            | trad. É o Amor Uma mulher suspeita que seu marido a está traíndo e decide retribuir |
| Cha và con và…                                           | Phan Đăng Di                                                           | Vietnã                                            | Drama                                | Do Thi Hai Yen, Nguyen Ha Phong, Le Cong Hoang, Truong The Vinh, Mai Quoc Viet, Mai Thế Hiệp                          | trad. Grande Pai, Pequeno Pai e Outras Histórias Um estudante de fotografia se sente atraído por seu belo colega de quarto                                                             |
| Chasing Pavement                                         | Matthew Doyle                                                          | EUA                                               | Drama                                | Remy Mars, Tokio Sasaki, Antonio Biaggi, Zekee Silos, Kyle Stratton                                                   | Um ator pornô vira colega de quarto de um imigrante japonês que procura aceitação |
| Chemsex                                                  | William Fairman, Max Gogarty                                           | Reino Unido                                       | Documentário                         | | Sobre o uso de drogas durante o ato sexual na comunidade gay |
| De chica en chica                                        | Sonia Sebastián                                                        | Espanha                                           | Comédia, Romance                     | María Botto, Jane Badler, Celia Freijeiro, Adrián Lastra, Paulina Gálvez, Jaime Olías                                 | trad. De Garota em Garota Uma mulher retorna à Espanha após passar 10 anos em Miami |
| Clambake                                                 | Andrea Meyerson                                                        | EUA                                               | Documentário                         | Kate Clinton, Suzanne Westenhoefer, Jessica Kirson, Karen Williams, Vickie Shaw, Mimi Gonzalez                        | Uma jornada de 30 anos pela história da Women's Week de Provincetown, Massachusetts, uma evento popular entre lésbicas                                                                 |
| Clayton & Claudia                                        | Bobby Shue                                                             | EUA                                               | Drama                                | Nancy Almaguer, Jordan Sutton, John Charles Dickson, Sharnette Hyter, Riana Keve                                      | Uma mulher trans reencontra um antigo amor de infância, mas tem medo que ele descubra seu segredo                                                                                      |
| Closet Monster                                           | Stephen Dunn                                                           | Canadá                                            | Drama                                | Connor Jessup, Aaron Abrams, Joanne Kelly, Aliocha Schneider, Jack Fulton, Sofia Banzhaf                              | |
| Club King                                                | Jon Bush                                                               | EUA                                               | Documentário                         | Mario Diaz, Justin Vivian Bond, Nadya Ginsburg, Jackie Beat                                                           | [ 66 ] |
| Coming In                                                | Marlies Demeulandre                                                    | França                                            | Documentário                         | Jean-Marie Boutin, Olivier Guitel, Monique Isselé                                                                     | Sobre a homossexualidade no meio profissional francês |
| Coming Oot! A Fabulous History of Gay Scotland           | John MacLaverty                                                        | Reino Unido                                       | Documentário                         | Richard Wilson | Sobre a história da aceitação e luta por direitos da comunidade LGBT na Escócia |
| Corazón Negro                                            | Juan Manuel Ribelli                                                    | Argentina                                         | Drama, Suspense                      | Naty Menstrual, Daniel Valenzuela, Lucrecia Vichenza                                                                  | Após a morte de sua mãe, uma mulher trans de meia-idade descobre um segredo do passado                                                                                                 |
| Córki dancingu                                           | Agnieszka Smoczyńska                                                   | Polônia                                           | Musical, Fantasia, Terror            | Marta Mazurek, Michalina Olszańska, Kinga Preis, Andrzej Konopka, Jakub Gierszał, Zygmunt Malanowicz                  | Duas irmãs sereias são adotadas por um cabaré, e uma acaba se apaixonando por um jovem                                                                                                 |
| Counting for Thunder                                     | Phillip Irwin Cooper                                                   | EUA                                               | Comédia                              | Phillip Irwin Cooper, Peter Stebbings, Mariette Hartley, John Heard, Alison Elliott, Erica Shaffer                    | Um ator azarado no amor, trabalho, e finanças, retorna ao profundo sul dos EUA para ajudar a família                                                                                   |
| Crossing Rachmaninoff                                    | Rebecca Tansley                                                        | Nova Zelândia                                     | Documentário                         | Flavio Villani | Segue um pianista gay italiano criado em Auckland retornando ao seu país natal para seu primeiro concerto                                                                              |
| Curse of Mesopotamia                                     | Lauand Omar                                                            | Iraque, Jordânia                                  | Terror                               | Melissa Mars, Terrell Carter, Karim Saidi                                                                             | |
| The D Train                                              | Jarrad Paul, Andrew Mogel                                              | EUA                                               | Comédia, Drama                       | Jack Black, James Marsden, Kathryn Hahn, Jeffrey Tambor, Mike White, Kyle Bornheimer                                  | Para atrair mais gente para a reunião de ex-alunos, um homem tenta convencer o cara mais popular da escola a retornar                                                                  |
| Daddy                                                    | Gerald McCullouch                                                      | EUA                                               | Comédia, Drama, Mistério             | Gerald McCullouch, Dan Via, Jaime Cepero, Mackenzie Astin, Leslie Easterbrook                                         | A amizade entre dois homens gays de meia-idade é testada quando um deles se apaixona por um homem mais jovem                                                                           |
| The Danish Girl                                          | Tom Hooper                                                             | EUA                                               | Biográfico, Drama                    | Eddie Redmayne, Alicia Vikander, Matthias Schoenaerts, Ben Whishaw, Amber Heard, Sebastian Koch                       | Baseado no romance homônimo de David Ebershoff, e vagamente baseado na vida de Lili Elbe and Gerda Wegener Gerou controvérsias por ter um homem cisgênero no papel de uma mulher trans |
| Danny Says                                               | Brendan Toller                                                         | EUA                                               | Documentário                         | Danny Fields, John Cale, Alice Cooper, Wayne Kramer, John Cameron Mitchell, Paul Morrissey                            | Sobre a vida de Danny Fields, que trabalhou para pessoas como os The Doors e Lou Reed                                                                                                  |
| Days of Cleo                                             | María Elvira Reymond                                                   | Chile                                             | Drama                                | Natalia Ramírez, Pedro Fontaine, Bigote Arrocet, Paloma Más, Jonathan Prado, Claudia Fréraut                          | Evitando ter uma vida social, uma mulher passa os dias no escuro de seu apartamento com sua cadela                                                                                     |
| Dearest Jane                                             | John Lerchen                                                           | EUA                                               | Drama                                | Ann Hagemann, Bruce Spielbauer, Mark A. Nash, Sydney Pierick, Keith Kelly, Scott Myers                                | Uma garota deve aprender a aceitar o amor ao ir morar com seu tio gay em Indiana |
| Deep Run                                                 | Hillevi Loven                                                          | EUA                                               | Documentário                         | Cole Ray Davis | Segue um jovem trans na Carolina do Norte rural |
| Defensorxs                                               | Pedro Rocha, Bruno Xavier, Roger Pires, Yargo Gurjão, Anderson Moreira | Brasil                                            | Documentário                         | | O cotidiano da luta de populações indígenas e LGBT e a ação de defensores dos direitos à moradia e à justiça                                                                           |
| Demning                                                  | Paul Tunge                                                             | Noruega                                           | Drama                                | Jørgen Hausberg Nilsen, Joachim Kvamme                                                                                | Após passarem a noite juntos, dois jovens fazem uma caminhada nas montanhas |
| Demolition                                               | Jean-Marc Vallée                                                       | EUA                                               | Drama                                | Jake Gyllenhaal, Naomi Watts, Chris Cooper, Judah Lewis, C.J. Wilson, Heather Lind                                    | trad. Demolição Um banqueiro luta com si mesmo após a morte de sua esposa |
| Les démons                                               | Philippe Lesage                                                        | Canadá                                            | Drama                                | Édouard Tremblay-Grenier, Pier-Luc Funk, Vassili Schneider, Sarah Mottet, Laurent Lucas, Pascale Bussières            | Um garoto de dez anos começa a sucumbir a sua ansiedade quando uma onda de sequestros de crianças assola sua cidade                                                                    |
| Departure                                                | Andrew Steggall                                                        | Reino Unido, França                               | Drama                                | Juliet Stevenson, Alex Lawther, Phénix Brossard, Finbar Lynch, Niamh Cusack, Patrice Juiff                            | Uma mulher recém divorciada visita a França com seu filho, que se relaciona com um jovem local                                                                                         |
| Desde allá                                               | Lorenzo Vigas                                                          | Venezuela                                         | Drama                                | Alfredo Castro, Luis Silva, Jericó Montilla, Catherina Cardozo, Jorge Luis Bosque, Greymer Acosta                     | |
| Desert Migration                                         | Daniel F. Cardone                                                      | EUA                                               | Documentário                         | | Sobre uma comunidade de sobreviventes da AIDS em Palm Springs |
| Desire Will Set You Free                                 | Yony Leyser                                                            | Alemanha                                          | Comédia, Drama, Romance              | Yony Leyser, Tim Fabian Hoffman, Chloe Griffin, Amber Benson, Anton Andreew, Til Schindler                            | Segue o relacionamento entre um escritor palestino-americano e um artista russo trabalhando como prostituto em Berlim                                                                  |
| Det han gjorde                                           | Jonas Poher Rasmussen                                                  | Dinamarca                                         | Documentário                         | Anders Budde Christensen, Nicolai Jandorf Klok, Marianne Mortensen, Jens Michael Schau                                | Sobre o assassinato do escritor Christian Kampmann por seu namorado, o dramaturgo Jens Michael                                                                                         |
| Les deux amis                                            | Louis Garrel                                                           | França                                            | Drama, Romance                       | Golshifteh Farahani, Vincent Macaigne, Louis Garrel, Mahaut Adam                                                      | |
| Đi Tìm Phong                                             | Swann Dubus, Phương Thảo Trần                                          | Vietnã                                            | Documentário                         | Lê Ánh Phong | Segue a jornada de uma mulher trans que se descobre após se mudar para Hanói |
| The Diary of a Teenage Girl                              | Marielle Heller                                                        | EUA                                               | Drama                                | Bel Powley, Kristen Wiig, Alexander Skarsgård, Christopher Meloni, Austin Lyon, Madeleine Waters                      | trad. O Diário de uma Adolescente |
| Dirty Weekend                                            | Neil LaBute                                                            | EUA                                               | Comédia, Drama                       | Matthew Broderick, Alice Eve, Phil Burke, Gia Crovatin                                                                | |
| Dope                                                     | Rick Famuyiwa                                                          | EUA                                               | Comédia, Drama                       | Shameik Moore, Kiersey Clemons, Tony Revolori, Zoë Kravitz, Chanel Iman, Rick Fox                                     | trad. Um Deslize Perigoso Um jovem desajustado e seus amigos são convidados para uma festa underground                                                                                 |
| Dora oder Die sexuellen Neurosen unserer Eltern          | Stina Werenfels                                                        | Suíça, Alemanha                                   | Drama, Romance                       | Victoria Schulz, Jenny Schily, Lars Eidinger, Urs Jucker, Dennis Oestreich, Karina Fallenstein                        | trad. Dora ou as Neuroses Sexuais de Nossos Pais Uma jovem descobre seu desejo sexual após parar de tomar seus medicamentos                                                            |
| Downriver                                                | Grant Scicluna                                                         | Austrália                                         | Drama                                | Robert Taylor, Kerry Fox, Helen Morse, Reef Ireland                                                                   | [ 91 ] |
| Drag Becomes Him                                         | Alex Berry                                                             | EUA                                               | Documentário                         | Jinkx Monsoon, Zan Gibbs, Deanne Hoffer, Melissa Hoffer, Kevin Kauer, Kenneth Lee                                     | Sobra a estrela drag internacional Jinkx Monsoon |
| The Dream Children                                       | Robert Chuter                                                          | Austrália                                         | Drama                                | Graeme Squires, Nicholas Gunn, Jessikah Brown, Chris Pender, Stefan Taylor, Renee Palmer                              | Uma celebridade da TV gay tem que lidar com a paternidade inesperada |
| Dressed as a Girl                                        | Colin Rothbart                                                         | Reino Unido                                       | Documentário                         | Jonny Woo, Amber Waze, Pia Arber, Scottee, Holestar, John Sizzle                                                      | Sobre a cultura drag alternativa |
| The Dresser                                              | Richard Eyre                                                           | Reino Unido                                       | Drama                                | Ian McKellen, Anthony Hopkins, Emily Watson, Vanessa Kirby, Sarah Lancashire, Edward Fox                              | |
| Drink Me                                                 | Daniel Mansfield                                                       | Reino Unido                                       | Terror, Drama, Romance               | Chris Ellis-Stanton, Emmett Friel, Darren Munn                                                                        | Um casal gay acolhe um belo estranho sem saber que este tem um segredo sombrio |
| Driving Not Knowing                                      | Benjamin R. Davis, Dylan Hansen-Fliedner, Dane Mainella, Jay Jadick    | EUA                                               | Musical, Drama                       | Dane Mainella, Jay Jadick, Emily Rea, Bruce Spears, Alex Temme, Michael Wintermute                                    | Um poeta tenta se reaproximar de um músico durante um fim de semana em um lugar-nenhum rural                                                                                           |
| Drown                                                    | Dean Francis                                                           | Austrália                                         | Drama                                | Matt Levett, Jack Matthews, Harry Cook, Sam Anderson, JayR Tinaco, Maya Stange                                        | Um salva-vidas campeão tem sentimentos confusos em relação ao novato no clube de surfe onde trabalha                                                                                   |
| La duchesse de Varsovie                                  | Joseph Morder                                                          | França                                            | Drama                                | Andy Gillet, Alexandra Stewart                                                                                        | Um jovem pintor gay encontra sua avó, uma imigrante polonesa judia, e os dois formam um laço profundo                                                                                  |
| Dunno Y 2… Life Is a Moment                              | Tonje Gjevjon, Sanjay Sharma                                           | Índia, Noruega                                    | Romance, Drama                       | Zeenat Aman, Edith Roth Gjevjon, Tonje Gjevjon, Sadia Khan                                                            | Dois homens, um indiano e um paquistanês, se conhecem em uma sauna gay em Oslo |
| Durakam zdes ne mesto (Дуракам здесь не место)           | Oleg Mavromatti                                                        | Rússia, Bulgária                                  | Documentário                         | Sergey Astakhov | Sobre um jovem gay convertido em um católico ortodoxo pró-Putin |
| Ecco Homo                                                | Richard Lowenstein, Lynn-Maree Milburn                                 | Austrália                                         | Documentário                         | Matthew Connell, Dana Miltins, James Andrews                                                                          | O artista Troy Davies e sua vida repleta de segredos, mentiras, prostituição, abuso, incesto e subversão de gênero                                                                     |
| Echoes                                                   | Steven Tayler                                                          | Reino Unido                                       | Drama                                | Richard Boland, Christopher Clarke, Luke Drewell, Lillian Green, Kathy Joyce, Kit Smith                               | Um jovem abandonado pela mãe e criado pela avó procura pelo pai |
| Eisenstein in Guanajuato                                 | Peter Greenaway                                                        | Países Baixos, México, Bélgica, Finlândia, França | Comédia, Romance, Drama              | Elmer Bäck, Stelio Savante, Lisa Owen, Maya Zapata, Luis Alberti, Jakob Öhrman                                        | trad. Que Viva, Eisenstein! - 10 Dias que Abalaram o México Uma imaginação dos eventos da estadia de Serguei Eisenstein em Guanajuato                                                  |
| Ekaj                                                     | Cati Gonzalez                                                          | EUA                                               | Drama, Crime                         | Jake Mestre, Badd Idea, Scooter LaForge                                                                               | O relacionamento entre dois desamparados; um adolescente inocente e um prostituto |
| En la Gama de los Grises                                 | Claudio Marcone                                                        | Chile                                             | Drama                                | Francisco Celhay, Emilio Edwards, Sergio Hernández, Daniela Ramirez, Matias Torres                                    | trad. Grisalhos Um arquiteto divorciado explora sua bissexualidade |
| Enchantments                                             | Kelsey O’Brien                                                         | EUA                                               | Comédia, Romance                     | Kelsey O'Brien, Cat Cabral, Joe D'Onofrio, Kevin Brown, Jen Ponton                                                    | Vagamente baseado em Emma de Jane Austen, segue uma jovem romântica procurando uma lésbica wiccana                                                                                     |
| The Erotic Adventures of Anais Nin                       | Sarah Aspinall                                                         | Reino Unido                                       | Documentário, Drama, Biográfico      | Lucy Cohu, Shivani Kapur, Alix Wilton Regan                                                                           | Docudrama sobre a vida e obra da escritora francesa Anaïs Nin |
| Eskimo Diva                                              | Lene Staehr                                                            | Dinamarca, Groelândia                             | Documentário                         | Aqqalu Engell, Nuka Bisgaard                                                                                          | Segue o tour de uma jovem drag queen de Nuuk |
| Estrellas solitarias                                     | Fernando Urdapilleta                                                   | México                                            | Comédia, Drama                       | Dana Karvelas, Jorge Arriaga, Mauricio Isaac, Paty Garza, Inés de Tavira, Emilio Guerrero                             | [ 109 ] |
| Everything Before Us                                     | Wesley Chan, Philip Wang                                               | EUA                                               | Drama, Romance                       | Aaron Yoo, Brittany Ishibashi, Brandon Soo Hoo, Victoria Park, Randall Park, Ki Hong Lee                              | Em um futuro distópico, relacionamentos românticos são publicamente avaliados de acordo com padrões                                                                                    |
| Familienfest                                             | Lars Kraume                                                            | Alemanha                                          | Drama                                | Günther Maria Halmer, Hannelore Elsner, Michaela May, Lars Eidinger, Jördis Triebel, Barnaby Metschurat               | Uma família normalmente afastada se reúne para o aniversário de seu patriarca, que logo vira um caos                                                                                   |
| Familie verpflichtet                                     | Hanno Olderdissen                                                      | Alemanha                                          | Comédia, Romance, Drama              | Maximilian von Pufendorf, Omar El-Saeidi, Maren Kroymann, Ramin Yazdani, Franziska Brandmeier                         | Um casal gay quer se casar, mas o pai muçulmano de um, a mãe judia ortodoxa de outro, e uma possível paternidade complicam as coisas                                                   |
| Fassbinder                                               | Annekatrin Hendel                                                      | Alemanha                                          | Documentário                         | Rainer Werner Fassbinder, Hanna Schygulla, Irm Hermann, Harry Baer, Hark Bohm, Volker Schlöndorff                     | Um retrato do falecido cineasta Rainer Werner Fassbinder, lançado para o que seria seu 70° aniversário                                                                                 |
| Fassbinder – lieben ohne zu fordern                      | Christian Braad Thomsen                                                | Dinamarca                                         | Documentário                         | Rainer Werner Fassbinder, Irm Hermann Harry Baer, Andrea Schober, Lilo Pempeit, Margit Carstensen                     | trad. Fassbinder - amor sem cobranças Baseado nas memórias pessoais de Rainer Werner Fassbinder                                                                                        |
| Fátima o el Parque de la Fraternidad                     | Jorge Perugorría                                                       | Cuba                                              | Drama                                | Carlos Enrique Almirante, Tomás Cao, Mario Guerra                                                                     | Alternando entre Havana no presente e nos anos 80, conta a história de uma travesti |
| Feel Good                                                | Wutichai Jettrakulwit                                                  | Tailândia                                         | Romance, Drama                       | Kom Chauncheun, Maneerat Kham-uan, Padung Songsang, Pongsatorn Sripinta                                               | Também conhecido como Feel Good to Say Goodbye A história de amor entre dois adolescentes esportistas                                                                                  |
| Feelings Are Facts: The Life of Yvonne Rainer            | Jack Walsh                                                             | EUA                                               | Documentário, Biográfico             | Yvonne Rainer, B. Ruby Rich                                                                                           | Sobre a vida e o trabalho da coreógrafa e cineasta Yvonne Rainer |
| Félvilág                                                 | Attila Szász                                                           | Hungria                                           | Mistério, Drama, Histórico           | Patrícia Kovács, Dorka Gryllus, Döbrösi Laura, János Kulka, Péter Sándor, Károly Hajduk                               | trad. A Garota Húngara Uma prostituta famosa, sua governanta, e a nova empregada, vivem juntas na Budapeste da década de 1910                                                          |
| Fire Song                                                | Adam Garnet Jones                                                      | Canadá                                            | Drama                                | Andrew Martin, Harley LeGarde-Beacham, Jennifer Podemski, Derek Miller, Brendt Thomas Diabo, Shirley McLean           | Depois do suicídio da irmã, um adolescente aborígene bissexual tem que decidir entre seguir seus sonhos ou ficar com sua família                                                       |
| Das Floß!                                                | Julia C. Kaiser                                                        | Alemanha                                          | Drama, Comédia                       | Julia Becker, Anna König, Jakob Renger, Till Butterbach, Rhon Diels, Nina Bernards                                    | Um casal lésbico prestes a se casar se separam para sua noite de solteiras |
| For Which We Stand                                       | Sean Robinson                                                          | EUA                                               | Documentário                         | Michael Musto, Dolly Parton, Melissa Etheridge, Frenchie Davis, Diana King, Chely Wright                              | Sobre a cultura musical queer, destaca artistas LGBTQ e heterossexuais através de inúmeras entrevistas com músicos e profissionais da indústria                                        |
| Freeheld                                                 | Peter Sollett                                                          | EUA                                               | Drama                                | Julianne Moore, Elliot Page, Michael Shannon, Steve Carell, Luke Grimes, Josh Charles                                 | Baseado no documentário homônimo de 2007 sobre uma detetive lésbica lutando para deixar suas possessões para sua parceira após sua morte                                               |
| From This Day Forward                                    | Sharon Shattuck                                                        | EUA                                               | Documentário                         | | Segue a transição de gênero do pai da diretora |
| Front Cover                                              | Ray Yeung                                                              | EUA                                               | Comédia, Romance, Drama              | Jake Choi, James Chen, Elizabeth Sung, Jennifer Neala Page, Sonia Villani, Li Jun Li                                  | Um estilista gay e um ator estrangeiro se conhecem durante uma seção de fotos |
| FtWTF: Female to what the fuck                           | Cordula Thym, Katharina Lampert                                        | Áustria                                           | Documentário                         | | Segue um grupo de pessoas trans, todas designadas mulheres ao nascer |
| Fundamentally Happy                                      | Bee Thiam Tan, Lei Yuan Bin                                            | Singapura                                         | Drama                                | Joshua Lim, Adibah Noor                                                                                               | Um homem reencontra sua antiga vizinha e descobre um segredo doloroso |
| G: Lost in Frankfurt                                     | George Dare                                                            | Alemanha                                          | Drama                                | Damiano Gaumann, Kristof Broda, David Sembritzki, George Dare, Andreas Kriener                                        | [ 126 ] |
| Game Face                                                | Michiel Thomas                                                         | EUA                                               | Documentário                         | Fallon Fox, Terrence Clemens                                                                                          | Mostra a busca da auto-realização de atletas LGBT e a aceitação na sociedade |
| El Ganzo                                                 | Steve Balderson                                                        | EUA, México                                       | Drama, Mistério                      | Susan Traylor, Anslem Richardson, Mark Booker                                                                         | Dois viajantes solitários, um pobre artista e uma mulher misteriosa, se encontram na estrada                                                                                           |
| The Gates of Vanity                                      | Suj Ahmed                                                              | Reino Unido                                       | Terror, Drama, Suspense              | Eric Colvin, Ery Nzaramba, Kathryn Worth, Grahame Edwards, Harry Keble                                                | Um homem se torna cativo em seu próprio lar quando um homem sem-teto psicótico toma o controle                                                                                         |
| Gayby Baby                                               | Maya Newell                                                            | Austrália                                         | Documentário                         | Matt Young | Segue quatro crianças filhas de casais do mesmo sexo Uma expansão do curta documental Growing Up Gayby de 2013                                                                         |
| Gays in Prison                                           | Christopher Hines                                                      | EUA                                               | Documentário                         | Timothy Wilcots | A drag queen Latrice Royale fala sobre sua experiência na prisão e narra as histórias de homens gays na mesma situação                                                                 |
| Das Gezeiten                                             | Maren Elbrechtz                                                        | Alemanha                                          | Documentário                         | Inci Edge | Sobre o fechamento do único restaurante lésbico de Colônia |
| The Girl King                                            | Mika Kaurismäki                                                        | Suécia, Finlândia, Canadá, Alemanha, França       | Biográfico, Drama                    | Malin Buska, Sarah Gadon, Michael Nyqvist, Lucas Bryant, Patrick Bauchau                                              | Sobre Christina, Rainha da Suécia |
| Give Me Sex Jesus                                        | Matt Barber                                                            | EUA                                               | Documentário                         | Richard Ross | Seis histórias sobre a luta de pessoas na comunidade evangélica para se manterem 'puros'                                                                                               |
| The Glamour & the Squalor                                | Marq Evans                                                             | EUA                                               | Documentário                         | Marco Collins, Carrie Brownstein, Shirley Manson, Benjamin Gibbard, Macklemore, Mike McCready                         | Sobre Marco Collins, um dos últimos grandes DJs das estações de rádio de rock dos Estados Unidos                                                                                       |
| Glory Daze: The Life and Times of Michael Alig           | Ramon Fernandez                                                        | EUA                                               | Documentário                         | Michael Alig, James St. James, Walt Cassidy, Amanda Lepore, Patricia Field, Kenny Kenny                               | Sobre a era das boates de Nova Iorque nos anos 90 e o assassinato cometido por Michael Alig                                                                                            |
| Godless                                                  | Joshua Lim                                                             | EUA                                               | Drama                                | Craig Jordan, Michael E. Pitts, Garrett Young, Michelle Gallagher, Joseph Aloysius McGinn                             | Dois irmãos que tinham um romance ilícito no passado se reencontram no funeral de sua mãe                                                                                              |
| Guf Shlishi                                              | Sharon Luzon                                                           | Israel                                            | Documentário                         | | Uma mulher árabe-israelense de 35 anos descobre que nasceu intersexo |
| Een goed leven                                           | Aaron Rookus                                                           | Países Baixos                                     | Comédia, Drama                       | Jonas Smulders, Olga Louzgina, Ariane Schluter, Sigrid ten Napel                                                      | Uma viúva vira colega de quarto de um garoto de programa gay |
| Grandma                                                  | Paul Weitz                                                             | EUA                                               | Comédia                              | Lily Tomlin, Julia Garner, Marcia Gay Harden, Judy Greer, Laverne Cox, Elizabeth Peña                                 | A rotina de uma senhora misantrópica é abalada quando sua neta aparece |
| The Guy with the Knife                                   | Alison Armstrong                                                       | Canadá, EUA                                       | Documentário                         | Jon Buice | Mostra a estranha amizade entre um ativista gay e um homofóbico preso por assassinato                                                                                                  |
| Haftanlage 4614                                          | Jan Soldat                                                             | Alemanha                                          | Documentário                         | | trad. Cárcere 4614: Prisioneiros do fetiche |
| Haiiro no karasu (灰色の烏’)                             | Nao Shimizu                                                            | Japão                                             | Drama                                | Shungiku Uchida, Eri Nishida, Kaho Kobayashi, Sayo Ampo                                                               | Duas jovens conhecem um garoto misterioso ao se perderem na montanha |
| Happy                                                    | Jordan Goldnadel                                                       | EUA, França                                       | Comédia, Romance, Drama              | Arthur Jalta, Isabelle Ryan, Jordan Goldnadel, Charlotte Vercoustre, Marcel Aloro, Léa Moszkowicz                     | [ 142 ] |
| Härte                                                    | Rosa von Praunheim                                                     | Alemanha                                          | Drama, Documentário                  | Luise Heyer, Hanno Koffler, Katy Karrenbauer, Alexander Haugg, Paula König, Steffen Bielig                            | trad. Amor Bruto Docudrama híbrido sobre um homem que foi abusado sexualmente por sua mãe e tornou-se campeão de karatê e depois cafetão                                               |
| He Hated Pigeons                                         | Ingrid Veninger                                                        | Chile, Canadá                                     | Drama                                | Pedro Fontaine, Cristobal Tapia Montt, Ingrid Veninger, Vanessa Ramos, Leonardo Fini                                  | Com o coração partido pela morte do namorado, um homem embarca em uma jornada que eles planejavam fazerem juntos                                                                       |
| Heimat ist kein Ort                                      | Udo Witte                                                              | Alemanha                                          | Comédia                              | Marie Gruber, Jörg Schüttauf, Sönke Möhring, Samir Fuchs, Karolina Lodyga, Joachim Bliese                             | Um taxista desempregado, um babá de cachorros gay, uma enfermeira rígida planejam herdar a fortuna do pai                                                                              |
| Hell Town                                                | Steve Balderson, Elizabeth Spear                                       | EUA                                               | Comédia, Terror, Suspense            | Debbie Rochon, Chris Pudlo, Jennifer Grace, Matt Weight, Amanda Deibert, Pleasant Gehman                              | [ 146 ] |
| Helmut Berger, Actor                                     | Andreas Horvath                                                        | Áustria                                           | Documentário                         | Helmut Berger, Andreas Horvath                                                                                        | trad. Helmut Berger, Ator Um retrato íntimo do lendário ator Helmut Berger |
| Henry Gamble's Birthday Party                            | Stephen Cone                                                           | EUA                                               | Drama                                | Cole Doman, Pat Healy, Joe Keery, Elizabeth Laidlaw, Nina Ganet, Tyler Ross                                           | trad. A Festa de Aniversário de Henry Gamble O aniversário de 17 anos do filho gay de um pastor                                                                                        |
| Los héroes del mal                                       | Zoe Berriatúa                                                          | Espanha                                           | Drama                                | Emilio Palacios, Jorge Clemente, Beatriz Medina, Macarena Gómez, Olivia Baglivi, Nacho Coronado                       | trad. Os Heróis do Mal Três jovens desajustados se vingam daqueles que os fizeram mal                                                                                                  |
| Herr Von Bohlen Privat                                   | André Schäfer                                                          | Alemanha                                          | Documentário                         | Arnd Klawitter | Sobre o último herdeiro herdeiro da família Krupp, um homem gay que rejeitou sua herança                                                                                               |
| Heterofobia, una rapsodia antipatriarcal                 | Goyo Anchou                                                            | Argentina                                         | Fantasia, Drama                      | Alejandro Berón Díaz, Mad Crampi, Lorena Damonte, Salvador Haidar                                                     | Após ser estuprado e rejeitado por seu amigo hétero, um jovem gay monta uma revolução                                                                                                  |
| Holding the Man                                          | Neil Armfield                                                          | Austrália                                         | Drama, Romance                       | Ryan Corr, Craig Stott, Sarah Snook, Guy Pearce, Anthony LaPaglia, Kerry Fox                                          | Segue por 15 anos o relacionamento entre dois homens que se conheceram na adolescência                                                                                                 |
| Holler If You Hear Me: Black and Gay in the Church       | Clay Cane                                                              | EUA                                               | Documentário                         | Clay Cane, Hannah Jones, Tonyka McKinney, Rashad Burgess, Tony McNeill, Kenneth Samuel                                | Explora a homofobia em igrejas negras nos Estados Unidos |
| El hombre nuevo                                          | Aldo Garay                                                             | Uruguai                                           | Documentário                         | Stephania Mirza Curbelo                                                                                               | trad. O Homem Novo Segue um mulher trans nicaraguense de pais adotivos uruguaios por 20 anos                                                                                           |
| Honey Money                                              | Arsen Agadzhanyan                                                      | Armênia                                           | Comédia                              | Hayk Sargsyan, Jonas Verseckas, Michael Poghosian, Davit Tadevosyan, Artashes Aleksanyan                              | [ 155 ] |
| Honeyglue                                                | James Bird                                                             | EUA                                               | Romance, Drama                       | Adriana Mather, Zach Villa, Christopher Heyerdahl, Jessica Tuck, Booboo Stewart, Amanda Plummer                       | Uma jovem descobre que tem 3 meses de vida e sai em uma aventura com um artista |
| Hot Men Cold Dictatorships                               | Mária Takács                                                           | Hungria                                           | Documentário                         | Attila Palos, Adam Nadasdy, Peter Hanzli, Milan Banach Nagy, Zoltan Tolgyesy;                                         | Quatro jovens gays desencobrem o passado e o presente homofóbico da Hungria com a ajuda de seus precursores                                                                            |
| How Gay Is Pakistan?                                     | Masood Khan                                                            | Reino Unido                                       | Documentário                         | Mawaan Rizwan | Explora as vidas de homossexuais no Paquistão |
| How to Plan an Orgy in a Small Town                      | Jeremy Lalonde                                                         | Canadá                                            | Comédia                              | Jewel Staite, Lauren Holly, Katharine Isabelle, Lauren Lee Smith, Natalie Brown, Ennis Esmer                          | trad. Como Planejar Uma Orgia em Uma Cidade Pequena Quando uma colunista retorna à sua cidade natal, um grupo de amigos a convence a organizar uma orgia                               |
| How to Win at Checkers (Every Time)                      | Josh Kim                                                               | Tailândia                                         | Drama                                | Toni Rakkaen, Ingkarat Damrongsakkul, Thira Chutikul, Jinna Navarat, Natarat Lakha, Bell Nuntita                      | |
| Hush Up Sweet Charlotte                                  | William Clift                                                          | EUA                                               | Comédia, Terror                      | Matthew Martin, Mink Stole, Jason Stuart, David Millbern, Jeffery Roberson, Alpha Mulugeta                            | Tentando defender a plantação da família, uma mulher pede a ajuda de sua prima, o que gera problemas inesperados                                                                       |
| I Am Michael                                             | Justin Kelly                                                           | EUA                                               | Biográfico, Drama                    | James Franco, Zachary Quinto, Emma Roberts, Charlie Carver, Avan Jogia, Devon Graye                                   | |
| I Don’t Belong Anywhere : Le Cinéma de Chantal Akerman   | Marianne Lambert                                                       | Bélgica                                           | Documentário                         | Chantal Akerman, Gus Van Sant, Claire Atherton, Aurore Clément                                                        | Explora a carreira da cineasta lésbica Chantal Akerman |
| I Love You. Thank You.                                   | Charliebebs Gohetia                                                    | Filipinas, Camboja, Tailândia, Vietnã             | Drama, Romance                       | Joross Gamboa, Prince Stefan, Ae Pattawan, CJ Reyes                                                                   | Cansado de ir atrás de um homem que não o quer, um jovem se muda para o Camboja |
| Ich bin nicht krank! Ich bin schwul.                     | Diana Arders, Alexej Getmann                                           | Alemanha                                          | Documentário                         | | Segue a luta diária de um ativista gay no Cazaquistão |
| Imperfect Sky                                            | Graham Streeter                                                        | EUA                                               | Drama                                | Blake Lewis, Sam Lucas Smith, Deon Lucas, Paul Cram, Amy Hill, Tim Bagley                                             | Dois irmãos; um adolescente precoce e um prostituto viciado em heroína, se reencontram                                                                                                 |
| In Full Bloom... Transcending Gender                     | Michael Brewer                                                         | EUA                                               | Documentário                         | Nika Blackwell, Rosalyn Blumenstein, Hugo Braham, Jaguar Busuego, Destin Cortez                                       | Segue 13 atores trans e 2 gays nos bastidores de uma peça |
| In Jackson Heights                                       | Frederick Wiseman                                                      | EUA                                               | Documentário                         | Laura Obiols | trad. Em Jackson Heights Sobre todas as comunidades que habitam o bairro homônimo no Queens                                                                                            |
| In the Room                                              | Eric Khoo                                                              | Singapura, Hong Kong                              | Romance, Drama, Comédia              | Josie Ho, Shô Nishino, Choi Woo-shik, Kim Kkob-bi, Gillian Tan, Boon Pin Koh                                          | Três histórias sobre o sexo que se passam no mesmo quarto de hotel |
| Inside the Chinese Closet                                | Sophia Luvarà                                                          | Países Baixos, China                              | Documentário                         | Andy, Cherry | Um pai chinês procura uma lésbica disposta a se casar com seu filho gay |
| Io e lei                                                 | Maria Sole Tognazzi                                                    | Itália                                            | Comédia, Romance                     | Margherita Buy, Sabrina Ferilli, Alessia Barela, Fausto Maria Scarappa, Domenico Diele, Ennio Fantastichini           | O relacionamento entre duas mulheres juntas a anos passa por momentos difíceis quando uma delas começa a se questionar                                                                 |
| Irrawaddy Mon Amour                                      | Nicola Grignani, Valeria Testagrossa, Andrea Zambelli                  | Itália, Países Baixos                             | Documentário                         | | Em um vilarejo birmanês no rio Irrawaddy, um grupo de pessoas celebram um casamento gay proibido                                                                                       |
| Isla Bonita                                              | Fernando Colomo                                                        | Espanha                                           | Drama                                | Olivia Delcan, Fernando Colomo, Nuria Roman, Miguel Angel Furones, Lilian Caro, Tim Bettermann                        | [ 171 ] |
| Janis: Little Girl Blue                                  | Amy J. Berg                                                            | EUA                                               | Documentário                         | Cat Power, D. A. Pennebaker, Dick Cavett, Peter Albin, Karleen Bennett, Laura Joplin                                  | Sobre a cantora bissexual americana Janis Joplin |
| Jason and Shirley                                        | Stephen Winter                                                         | EUA                                               | Drama, Comédia                       | Jack Waters, Sarah Schulman, Eamon Fahey, Orran Farmer                                                                | Uma reimaginação do por trás das cenas do documentário Portrait of Jason de 1967 |
| Je préfère qu’on reste amis                              | Serge Khalfon                                                          | França                                            | Comédia                              | Michèle Bernier, Frédéric Diefenthal                                                                                  | Um cientista com má sorte no amor conhece um pai solteiro |
| Je Suis Annemarie Schwarzenbach                          | Véronique Aubouy                                                       | França, Suíça                                     | Documentário                         | Julia Perazzini, Nina Langensand, Mégane Ferrat, Pauline Leprince, Valentin Jean, Marion Ducamp                       | Em um teste de elenco, jovens atores e atrizes tentam representar a escritora suíça Annemarie Schwarzenbach                                                                            |
| Je suis mort mais j'ai des amis                          | Guillaume Malandrin, Stéphane Malandrin                                | Bélgica, França                                   | Comédia, Drama                       | Bouli Lanners, Wim Willaert, Serge Riaboukine, Eddy Leduc, Jacky Lambert, Marie-Renée André                           | Um grupo de roqueiros barbudos de meia idade viajam para espalhar as cinzas do líder da banda                                                                                          |
| Jenny's Wedding                                          | Mary Agnes Donoghue                                                    | EUA                                               | Comédia, Drama                       | Katherine Heigl, Alexis Bledel, Tom Wilkinson, Linda Emond, Grace Gummer, Matthew Metzger                             | trad. Casamento de Verdade Uma mulher decide se assumir para os pais depois de pedir a namorada em casamento                                                                           |
| Jeremy Scott: The People’s Designer                      | Vlad Yudin                                                             | EUA                                               | Documentário                         | Jeremy Scott, Paris Hilton, Jared Leto, Perez Hilton, Miley Cyrus, Rihanna                                            | A história da ascensão do designer americano gay Jeremy Scott |
| Jess & James                                             | Santiago Giralt                                                        | Argentina                                         | Drama, Romance                       | Martín Karich, Nicolás Romeo, Federico Fontán, Alejandro Paker, Nahuel Mutti, Denise Yáñez                            | Dois jovens partem em uma viagem pelo país para encontrar o irmão de um deles |
| Jogo de Damas                                            | Leonor Coelho                                                          | Portugal                                          | Drama                                | Fátima Belo, Rita Blanco, Maria João Luis, Ana Nave, Ana Padrão                                                       | |
| John From                                                | João Nicolau                                                           | Portugal                                          | Drama                                | Júlia Palha, Clara Riedenstein, Filipe Vargas, Leonor Silveira, Adriano Luz, Luísa Cruz                               | |
| Jutri                                                    | Drago Graf                                                             | Eslovênia                                         | Drama                                | Anja Wutej, Jaka Žilavec, Mia Božič, Ana Roza Cimperman, Tamara Dervišević, Ana Coleman                               | As vidas de três pessoas diferentes são drasticamente mudadas por um encontro com um sem-teto                                                                                          |
| Kaliarda (Καλιαρντά)                                     | Paola Revenioti                                                        | Grécia                                            | Documentário                         | Dinos Christianopoulos, Panagiotis Evangelidis, Kostas Kanakis, George Le Nonce                                       | Sobre a língua secreta gay da Grécia dos anos 40 |
| Khun nan (คืนนั้น)                                          | Tanwarin Sukkhapisit                                                   | Tailândia                                         | Romance, Suspense                    | Pongsatorn Sripinta, Steven Isarapong Fuhrer, Kistachapon Tananara, Nontapat Intarasuan                               | Também conhecido como Red Wine in the Dark Night segue um jovem amnésico que começa uma nova vida com outro garoto                                                                     |
| The Killing Curriculum (キリング･カリキュラム)           | Tomoyuki Furumaya                                                      | Japão                                             | Suspense, Ação                       | Kosuke Yonehara, Shuto Miyazaki, Takuya Negishi, Kazuma Takeda, Ren Ishikawa, Sho Kasamatsu                           | Ex-alunos são obrigados a participar de um jogo mortal em sua antiga escola |
| The Kind Words (המילים הטובות‎)                           | Shemi Zarhin                                                           | Israel                                            | Drama                                | Roy Assaf, Rotem Zissman-Cohen, Assaf Ben-Shimon, Sasson Gabai, Tsahi Halevi, Florence Bloch                          | Após a morte de sua mãe, três irmãos descobrem que o homem que os criou não é seu pai biológico, e este é muçulmano                                                                    |
| Kiss Me, Kill Me                                         | Casper Andreas                                                         | EUA                                               | Mistério, Suspense                   | Van Hansis, Gale Harold, Brianna Brown, Yolonda Ross, Craig Robert Young, Jai Rodriguez                               | Após desmaiar ao confrontar o namorado infiel, um homem encontra seu corpo e se torna o principal suspeito do assassinato                                                              |
| Koibitotachi (恋人たち)                                  | Ryosuke Hashiguchi                                                     | Japão                                             | Drama                                | Atsushi Shinohara, Ken Mitsuishi, Tamae Andô, Hana Kino, Daisuke Kuroda, Sō Yamanaka                                  | trad. Três Histórias de Amor Segue as histórias separadas de um viúvo deprimido, uma dona de casa entediada, e um advogado gay                                                         |
| Köpek                                                    | Esen Işık                                                              | Turquia                                           | Drama                                | Salih Bademci, Cemal Toktas, Hakan Karsak, Barış Atay, Cagla Akalin, Oguzhan Sancar                                   | Segue um dia nas vidas de um garoto que vende lenços de papel, uma mulher controlada pelo marido, e uma prostituta trans                                                               |
| Koti                                                     | Suhaas Bhosale                                                         | Índia                                             | Drama, Comédia                       | Sanjay Kulkarni, Aadnyesh Mudshingakar, Vinita Kale, Divesh Medge                                                     | Um garoto tenta impedir que seu pai expulse seu irmão mais velho de casa por ser feminino                                                                                              |
| The Krays: Kill Order                                    | Chris Matthews                                                         | Reino Unido                                       | Documentário                         | Bernard O'Mahoney, Frankie Fraser                                                                                     | Sobre o reino de terror do irmãos Kray |
| The Lady in the Van                                      | Nicholas Hytner                                                        | Reino Unido                                       | Drama                                | Maggie Smith, Alex Jennings, Frances de la Tour, Gwen Taylor, Dominic Cooper, James Corden                            | Baseado em uma história real, um homem no armário faz amizade com a idosa que mora na van estacionada em sua garagem                                                                   |
| Lama Azavtani                                            | Hadar Morag                                                            | Israel, França                                    | Drama                                | Muhammad Daas, Yuval Gurevich                                                                                         | Um garoto rejeitado pela sociedade conhece um homem enigmático e distante |
| Larry Kramer In Love & Anger                             | Jean Carlomusto                                                        | EUA                                               | Documentário                         | Larry Kramer, John Cameron Mitchell, Vito Russo, George C. Wolfe, Anthony Fauci                                       | Sobre o ativismo do autor Larry Kramer |
| League of Exotique Dancers                               | Rama Rau                                                               | EUA, Canadá, Reino Unido                          | Documentário                         | Gina Bon Bon, Toni Elling, Lovey Goldmine, Delilah Jones, Marinka                                                     | Um olhar pelo antigo auge burlesco na perspectiva de dançarinas lendárias |
| El legado                                                | Roberto Anjari-Rossi                                                   | Chile, Alemanha                                   | Documentário                         | | As divergências e similaridades entre avó e neta que vivem juntas |
| Lendas do Crime                                          | Brian Helgeland                                                        | Reino Unido, França                               | Biográfico, Crime                    | Tom Hardy, Emily Browning, Christopher Eccleston, David Thewlis, Taron Egerton, Chazz Palminteri                      | Sobre a ascensão e queda dos irmãos Kray |
| Lesbro: All My Friends Are Lesbians                      | Stuart Comerford                                                       | Irlanda                                           | Comédia                              | Michael O'Keeffe, Hannah Joyce, Daniel Tobin, Demeter Wollen, Kate Forde, Hannah O'Reilly                             | Um grupo de lésbicas tenta ajudar seu amigo hétero a encontrar uma namorada |
| Lichtes Meer                                             | Stefan Butzmühlen                                                      | Alemanha                                          | Drama                                | Martin Sznur, Jules Sagot, Katharina Melchior, Niels Melchior, Lisa Melchior, Sarah Melchior                          | Um marinheiro novato se apaixona por outro enigmático durante um viagem pelo Atlântico                                                                                                 |
| Like You Mean It                                         | Philipp Karner                                                         | EUA                                               | Drama                                | Philipp Karner, Denver Milord, Kimberly Alexander, Claudia Graf, Kathy Deitch                                         | Um homem tenta salvar o relacionamento com seu namorado |
| The Lives We Lead                                        | Davo Hardy                                                             | Austrália                                         | Drama                                | Sally Williams, Georgina Neville, Davo Hardy, Josh Wiseman                                                            | [ 196 ] |
| Loev                                                     | Sudhanshu Saria                                                        | Índia                                             | Drama, Romance                       | Dhruv Ganesh, Shiv Panditt, Siddharth Menon, Rishabh J. Chaddha                                                       | A atração entre dois amigos se torna incontestável quando os dois viajam juntos pelo país                                                                                              |
| Louis Theroux: Transgender Kids                          | Tom Barrow                                                             | Reino Unido                                       | Documentário                         | Louis Theroux, Diane Ehrensaft, Stephen M. Rosenthal                                                                  | Sobre um grupo de crianças trans de São Francisco |
| Love                                                     | Gaspar Noé                                                             | França                                            | Drama, Erótico                       | Karl Glusman, Aomi Muyock, Klara Kristin, Juan Saavedra, Gaspar Noé, Vincent Maraval                                  | |
| Love Love You (อยากบอกให้รู้ว่ารัก)                           | Naphat Chaithiangthum                                                  | Tailândia                                         | Comédia, Romance                     | Norrapat Sakulsong, Atthaphan Poonsawas, Chanon Santinatornkul, Korn Khunatipapisiri                                  | Também conhecido como Love's Coming 2, é uma continuação do filme de 2014 |
| Love Next Door 2                                         | Thitipan Raksasat                                                      | Tailândia                                         | Comédia, Romance                     | Angkul Jeennukul, Rattapon Pontabtim, Preamwiss Tadachaiyosit, Thanapat Sornkoon                                      | Ouvindo os conselhos de uma vidente, um jovem decide ficar celibato por 30 dias para evitar conhecer um namorado traidor                                                               |
| The Love Part of This                                    | Lya Guerra                                                             | EUA, Noruega                                      | Documentário                         | Grace Moceri, Grace Schrafft                                                                                          | No começo dos anos 70, duas mulheres deixaram seus maridos com seus filhos para ficarem juntas                                                                                         |
| Lover's Game                                             | Danielle Earle                                                         | EUA                                               | Drama                                | Crawford M. Collins, Blaine Pennington, Miranda McCauley, Paul Sheehan, Teniece Divya Johnson                         | Após descobrir que nunca poderá ter filhos com seu marido, uma mulher rica conhece uma pintora lésbica que muda sua vida                                                               |
| Luma                                                     | Silvia Rietdorff                                                       | Alemanha                                          | Drama                                | Melanie Isakowitz, Anja Ressmer, Dirk Talága, Anette Hellwig, Irene Oberrauch                                         | Uma dona de casa grávida tem um caso intenso com uma jovem bissexual |
| LUV Don't Live Here                                      | Mikal Odom                                                             | EUA                                               | Drama                                | Nathaniel Ryan J, Robert Mack, Eric Carter, Oliver Feaster, Mikal Odom, Ali Wills                                     | A vida de uma homem negro gay muda completamente quando ele contrai uma doença grave                                                                                                   |
| M4M: Measure for Measure                                 | Gabriel Manwaring                                                      | EUA                                               | Comédia, Drama                       | Jeremiah Benjamin, Jamison Challeen, Joe Dallesandro, Nick Dent, Doug Dieble, Vinnie Duyck                            | Adaptação gay da comédia Measure for Measure de Shakespeare |
| Made in Bangkok                                          | Flavio Florencio                                                       | México, Tailândia, Alemanha                       | Documentário                         | Morganna Love, Irene Sue, Niwat Kaewpeer, Preecha Tiewtranon, Noa Herrera                                             | Uma cantora de ópera trans vai até Bangkok para fazer sua cirurgia de redesignação sexual                                                                                              |
| Major!                                                   | Annalise Ophelian                                                      | EUA                                               | Documentário                         | Miss Major Griffin-Gracy                                                                                              | Sobre a vida da revolucionária Miss Major Griffin-Gracy, ativista que luta pelos direitos trans à mais de 40 anos                                                                      |
| Malgré la nuit                                           | Philippe Grandrieux                                                    | França, Canadá                                    | Mistério, Drama                      | Ariane Labed, Kristian Marr, Roxane Mesquida, Paul Hamy, Johan Leysen, Sam Louwyck                                    | trad. Apesar da Noite |
| Mania                                                    | Jessica Cameron                                                        | EUA                                               | Terror, Romance                      | Tristan Risk, Ellie Church, Carlo Mendez, Ryan M. Andrews, Rebecca Moore                                              | Duas amantes são forçadas a deixar sua cidade após um assassinato brutal |
| Marguerite                                               | Xavier Giannoli                                                        | França, Bélgica, República Checa                  | Comédia, Drama                       | Catherine Frot, André Marcon, Michel Fau, Christa Théret, Denis Mpunga, Sylvain Dieuaide                              | Baseado na vida da cantora estado-unidense Florence Foster Jenkins |
| Mariposa                                                 | Marco Berger                                                           | Argentina                                         | Drama, Romance                       | Ailín Salas, Javier De Pietro, Julián Infantino, Malena Villa, Jorge Diez, María Laura Cali                           | |
| Martian Land                                             | Scott Wheeler                                                          | EUA                                               | Ficção Científica, Ação              | Alan Pietruszewski, Lane Townsend, Jennifer Dorogi, Arianna Afsar, Chloe Farnworth, Dionne Neish                      | trad. Terra Marte Uma tempestade destrói uma cidade humana em Marte, a colônia mais próxima deve impedir que isso se repita com ela                                                    |
| The Mask You Live In                                     | Jennifer Siebel Newsom                                                 | EUA                                               | Documentário                         | Michael Kimmel, Caroline Heldman, Tony Porter, Nadine Burke, William Pollack, Steven Mason                            | Mostra como a hiper-masculinidade machuca meninos, homens, e a sociedade no geral |
| Mate-me por favor                                        | Anita Rocha da Silveira                                                | Brasil                                            | Terror, Drama, Suspense              | Valentina Herszage, Dora Freind, Mariana Oliveira, Júlia Roliz, Rita Pauls, Laryssa Ayres                             | |
| The Material Boy                                         | Luizo Vega                                                             | França                                            | Comédia, Drama                       | Luizo Vega, Bruce LaBruce, Udo Kier, Fernanda Flores                                                                  | Mocumentário sobre o filho fictício argentino da Madonna que ela teve quando adolescente                                                                                               |
| Me Him Her                                               | Max Landis                                                             | EUA                                               | Comédia, Romance                     | Luke Bracey, Dustin Milligan, Emily Meade, Haley Joel Osment, Geena Davis, Alia Shawkat                               | trad. Eu, Ele e Ela Três pessoas bem diferentes em seus 20 anos procuram amor, sexo, identidade, e amizade                                                                             |
| Mein Sohn Helen                                          | Gregor Schnitzler                                                      | Alemanha                                          | Drama, Comédia                       | Heino Ferch, Jannik Schümann, Winnie Böwe, Judith Rosmair, Beatrice Richter, Rafael Gareisen                          | Um homem busca seu filho no aeroporto depois de este passar um ano em São Francisco e descobre que agora tem uma filha                                                                 |
| Mind/Game: The Unquiet Journey of Chamique Holdsclaw     | Rick Goldsmith                                                         | EUA                                               | Documentário                         | Glenn Close, Ron Artest, William C. Rhoden, Pat Summitt, Chamique Holdsclaw, Holly Warlick                            | Sobre a luta da jogadora de basquetebol Chamique Holdsclaw contra o estigma relacionado à doenças mentais                                                                              |
| Misfits                                                  | Jannik Splidsboel                                                      | EUA                                               | Documentário                         | | Em uma cidade conservadora de Oklahoma, três adolescentes lutam para manter sua identidade                                                                                             |
| Miss Bulalacao                                           | Ara Chawdhury                                                          | Filipinas                                         | Comédia                              | Russ Ligtas, Tessie Tomas, Mon Confiado, Nanette Inventor, Chai Fonacier, Ferdinand Mesias                            | Uma drag queen fica grávida após ser abduzida por alienígenas e acaba virando líder de um culto                                                                                        |
| Most Likely                                              | Andrew Bemis                                                           | EUA                                               | Comédia                              | Rory Acres, Colin Allen, Jennifer Beaudoin, Andrew Bemis, Jessica Conger, Johnny Donaldson                            | [ 218 ] |
| Mów mi Marianna                                          | Karolina Bielawska                                                     | Polônia                                           | Documentário                         | Jowita Budnik, Mariusz Bonaszewski                                                                                    | trad. Me Chame de Marianna Segue uma mulher trans abandonada por sua família |
| Mr. Gaga (מיסטר גאגא)                                    | Tomer Heymann                                                          | Israel                                            | Documentário                         | Ohad Naharin, Avi Belleli, Olivia Ancona, Naomi Bloch Fortis, Gina Buntz, Sonia D'Orleans Juste                       | trad. Gaga, o Amor pela Dança Sobre o coreógrafo e dançarino Ohad Naharin |
| Much Loved (الزين اللي فيك)                              | Nabil Ayouch                                                           | Marrocos, França                                  | Drama                                | Loubna Abidar, Asmaa Lazrak, Halima Karaouane, Sara Elmhamdi-Elalaoui, Abdellah Didane                                | |
| Muslim Drag Queens                                       | Marcus Plowright                                                       | Reino Unido                                       | Documentário                         | Ian McKellen | Sobre uma comunidade escondida de drag queens muçulmanas |
| My Brother’s Shoes                                       | Adam Reeves                                                            | EUA                                               | Comédia, Fantasia                    | Pete Stringfellow, Jacob Ellis, Blake Aaron, Gretta Sosine, Joseph Nelson, Robert Vann                                | Dois irmãos, um hétero e um gay, magicamente trocam de lugar |
| My Fair Wedding (마이 페어 웨딩)                         | Jang Hee-seon                                                          | Coreia do Sul                                     | Documentário                         | Jho Kwang-soo Kim | Segue a cerimônia de casamento de dois homens em Seul |
| Mystère à la Tour Eiffel                                 | Léa Fazer                                                              | França                                            | Mistério, Drama                      | Marie Denarnaud, Aïssa Maïga, Grégori Derangère, Bruno Debrandt, Quentin Baillot, Grégoire Bonnet                     | Quando a filha de um dos arquitetos da Torre Eiffel é acusada de assassinato, ela e sua namorada devem solucionar o caso                                                               |
| Naanu Avanalla... Avalu                                  | B.S. Lingadevaru                                                       | Índia                                             | Drama                                | Sanchari Vijay, Kunal Punekar, Sumithra, Maniyamma                                                                    | Segue uma jovem trans de uma cidade pequena |
| Nana (Νανά)                                              | Lara Christen                                                          | Grécia                                            | Documentário                         | Nana Hadji Ipsilou | O retrato de uma mulher trans de 70 anos de Thessaloniki |
| Naomi and Ely's No Kiss List                             | Kristin Hanggi                                                         | EUA                                               | Comédia, Drama                       | Victoria Justice, Pierson Fodé, Matthew Daddario, Ryan Ward, Griffin Newman, Monique Coleman                          | |
| Nasty Baby                                               | Sebastián Silva                                                        | EUA, Chile                                        | Drama                                | Kristen Wiig, Sebastián Silva, Tunde Adebimpe, Reg E. Cathey, Mark Margolis, Alia Shawkat                             | |
| Naz & Maalik                                             | Jay Dockendorf                                                         | EUA                                               | Drama                                | Curtiss Cook Jr., Kerwin Johnson Jr., Annie Grier, Ashleigh Awusie, Anderson Footman                                  | Segue dois adolescentes muçulmanos gays por uma tarde onde eles acabam atraindo a atenção do FBI                                                                                       |
| Né Giulietta, né Romeo                                   | Veronica Pivetti                                                       | Itália                                            | Comédia                              | Andrea Amato, Pia Engleberth, Corrado Invernizzi, Veronica Pivetti, Carolina Pavone, Francesco De Miranda             | Um adolescente sai do armário para seus pais, e foge para ver seu cantor favorito quando a reação não é favorável                                                                      |
| Nerdgasm                                                 | Andrew Putschoegl                                                      | EUA, Reino Unido                                  | Documentário                         | Tom Lenk | Segue o ator Tom Lenk em seu sonho de apresentar seu especial de comédia em Edimburgo                                                                                                  |
| Nina y Laura                                             | Alejo Crisóstomo                                                       | Costa Rica, Chile                                 | Drama                                | Kattia González, Liliana Biamonte                                                                                     | Após a morte de seu filho pequeno, duas mulheres se separam por um tempo |
| No Future                                                | Marco Reekers                                                          | Países Baixos                                     | Drama                                | Ianthe Wolkers, Zoë van Weert, Malcolm Hugo Glenn, Phi Nguyen, Anouk van Egmond, Tariq Kasem                          | Na Amsterdã dos anos 80, uma jovem procura estabilidade nos braços de uma garota rebelde                                                                                               |
| Non accettare i sogni dagli sconosciuti                  | Roberto Cuzzillo                                                       | Itália                                            | Crime, Drama, Romance                | Daniel De Rossi, Giuseppe Claudio Insalaco                                                                            | Em uma competição em São Petersburgo, um nadador italiano se apaixona por um adversário russo                                                                                          |
| Non c’è 2 senza te                                       | Massimo Cappelli                                                       | Itália                                            | Comédia                              | Fabio Troiano, Dino Abbrescia, Belén Rodríguez, Tosca D'Aquino, Cristina Serafini, Giuseppe Antignati                 | O relacionamento de um casal gay entra em perigo quando um deles se apaixona por uma mulher                                                                                            |
| North Mountain                                           | Bretten Hannam                                                         | Canadá                                            | Ação, Suspense                       | Justin Rain, Glen Gould, Meredith MacNeill                                                                            | Um caçador indígena salva um homem misterioso fugindo da lei nas montanhas |
| Nós Duas Descendo a Escada                               | Fabiano de Souza                                                       | Brasil                                            | Romance, Drama                       | Carina Dias, Miriã Possani, Mirian Benigna, Zeca Brito, Diones Camargo, Fabrizio Gorziza                              | Em Porto Alegre, uma jovem artista com uma vida caótica se apaixona por uma arquiteta bem ajustada                                                                                     |
| Not Safe to Be Me                                        | Laura D’Antoni                                                         | EUA                                               | Documentário                         | Robert Loupo | Mostra como a sexualização, marginalização, e isolamento mantém a juventude LGBT no armário                                                                                            |
| Nothing Serious                                          | John Appleton                                                          | EUA                                               | Drama                                | Katrina Cunningham, Alida Rose Delaney, Martha Chapman, Joan Heeringa                                                 | Uma adolescente deixa sua vida nos subúrbios para virar uma dançarina em Nova Iorque                                                                                                   |
| Noy (ນ້ອຍ)                                                | Anysay Keola                                                           | Laos                                              | Drama                                | | Um estudante de medicina esconde sua sexualidade dos pais, que o pressionam a se casar                                                                                                 |
| NSFW: Seducing Mr. Bluefrog                              | Hendrik Schäfer                                                        | Alemanha                                          | Documentário, Erótico                | Blue Frog, Hendrik Schäfer, Jace Tyler                                                                                | [ 239 ] |
| La nuit s'achève                                         | Cyril Leuthy                                                           | França                                            | Documentário                         | | Acompanhado por seu filho cineasta e o namorado deste, um exilado francês na Argélia redescobre seu passado                                                                            |
| One Kingdom, One Love                                    | Sebastiaan Kes                                                         | Países Baixos                                     | Documentário                         | | Um grupo de ativistas caribenhos visita a parada do orgulho de Amsterdã |
| Onthakan (อนธการ)                                        | Anucha Boonyawatana                                                    | Tailândia                                         | Terror, Romance                      | Oabnithi Wiwattanawarang, Atthaphan Phunsawat, Duangjai Hirunsri, Panutchai Kittsatima, Nithiroj Simkamtom            | Também conhecido como The Blue Hour Um adolescente que sofre por ser gay forma um relacionamento com um garoto misterioso em uma piscina abandonada                                    |
| Ooedo no kyandî (お江戸のキャンディー)                   | Leona Hirota                                                           | Japão                                             | Comédia                              | Mitsuru Fukikoshi, Atsushi Hashimoto, Akihiro Mayama, Kaori Momoi                                                     | Em uma Edo fantasiosa populada apenas por homens, um cortesão se apaixona por um vendedor de doces                                                                                     |
| Oriented                                                 | Jake Witzenfeld                                                        | Israel, Reino Unido                               | Documentário                         | Khader Abu Seif, Fadi Daeem, Naeem Jiryes                                                                             | Segue as vidas de três amigos palestinos gays |
| Orlando Ferito - Roland blessé                           | Vincent Dieutre                                                        | Itália                                            | Documentário                         | Fleur Albert, Pierandrea Amato, Collectif Askavusa, Mimmo Cuticchio                                                   | [ 245 ] |
| Out & Around                                             | Ryan Suffern, Lauren Fash                                              | EUA                                               | Documentário                         | Jennifer Chang, Lisa Dazols, Abbie Cornish                                                                            | Um casal de lésbicas de embarcam em uma jornada para conhecer líderes de movimentos LGBT de 15 países                                                                                  |
| Out to Win                                               | Malcolm Ingram                                                         | EUA                                               | Documentário                         | John Amaechi, Billy Bean, Jason Collins, Wade Davis, Brittney Griner, Billie Jean King                                | Sobre atletas profissionais abertamente LGBT |
| Over the Rainbow                                         | Tara Fallaux                                                           | Países Baixos, Grécia                             | Documentário                         | | Uma mulher de 68 anos sai do armário e anda de bicicleta pelo mundo |
| Packed in a Trunk: The Lost Art of Edith Lake Wilkinson  | Michelle Boyaner                                                       | EUA                                               | Documentário                         | Jane Anderson, Tess Ayers, James R. Bakker, Stephen Borkowski, Stephen Briscoe                                        | Sobre Edith Lake Wilkinson, artista lésbica do começo do século XX |
| A Paixão de JL                                           | Carlos Nader                                                           | Brasil                                            | Documentário                         | Leonilson | Mostra o cotidiano do artista plástico Leonilson em seus últimos anos, construindo uma narrativa a partir de um diário em fitas cassetes                                               |
| Paper Dreams                                             | Toby Ross                                                              | EUA                                               | Documentário                         | | Sobre as revistas de músculos voltadas aos homens gays dos anos 60 e 70 |
| Paternity Leave                                          | Matt Riddlehoover                                                      | EUA                                               | Comédia, Romance                     | Jacob York, Charlie David, Chris Salvatore, Britten Tillinghast, Darrin Otto, Linda                                   | Um homem descobre que está grávido de seu parceiro de 4 anos |
| Pauline s'arrache                                        | Émilie Brisavoine                                                      | França                                            | Documentário                         | Pauline Lloret Besson, Frederic Lloret, Meaud Besson, Abel Drouet                                                     | [ 252 ] |
| Les pensées de Paul                                      | Jean Baptiste Erreca                                                   | França                                            | Documentário                         | Paul Harfleet | Um artista planta amores-perfeitos no local de um crime homofóbico |
| Phor lae lukchai (พ่อและลูกชาย)                            | Sarawut Intaraprom                                                     | Tailândia                                         | Drama                                | Shira Jeerakulchan, Karn Kulanupong, Thanapon Prasongsab, Ameen Sirita, Tuangphop Tancharoen                          | Criando seu filho sozinho após a morte do parceiro, um homem teme que o garoto sofra por ter um pai gay                                                                                |
| Pinkwashing Exposed: Seattle Fights Back!                | Dean Spade                                                             | EUA                                               | Documentário                         | | Expõe a intenção de países como Israel, que violam direitos humanos mas fazem uso de pinkwashing para melhorarem sua imagem                                                            |
| Plástico                                                 | Ricardo Soto                                                           | México                                            | Drama                                | Fernando Álvarez Rebeil, Florencia Ríos                                                                               | Dois irmão ficam marcados pelo suicídio de seu pai com uma sacola plástica |
| Pojkarna                                                 | Alexandra-Therese Keining                                              | Suécia, Finlândia                                 | Drama, Fantasia                      | Tuva Jagell, Wilma Holmén, Louise Nyvall, Emrik Öhlander, Vilgot Ostwald Vesterlund, Alexander Gustavsson             | trad. Garotas Perdidas Três garotas são transformadas em meninos após provarem o misterioso néctar de uma flor                                                                         |
| Pored mene                                               | Stevan Filipović                                                       | Sérvia                                            | Drama, Comédia                       | Hristina Popović, Mirjana Karanović, Dragan Mićanović, Slaven Došlo, Nikola Glišić, Gorica Regodić                    | [ 258 ] |
| Portrait of a Serial Monogamist                          | John Mitchell, Christina Zeidler                                       | Canadá                                            | Comédia, Romance                     | Diane Flacks, Carolyn Taylor, Vanessa Dunn                                                                            | Os amigos de uma mulher que acabou de terminar com a namorada a desafiam a ficar solteira por cinco meses                                                                              |
| PPPasolini                                               | Malga Kubiak                                                           | Suécia, Polônia                                   | Drama                                | Erwin Leder, Thomas Goersch, Hanna Chawki, Jessica Berntsson, Alexi Carpentieri, Malga Kubiak                         | Mostra os dias que o cineasta italiano Pier Paolo Pasolini passou em Estocolmo antes de sua morte                                                                                      |
| Probable Robot                                           | Karyn Ben Singer                                                       | EUA                                               | Comédia, Ficção Científica           | Julia Mack, Giselle Marie, Jeremy Hovan, Jonathan Medina, Cynthia Johnson, Juicee Couture                             | Duas ex-namoradas que trabalham na mesma rua tem que unir forças para escapar de uma invasão em sua comunidade                                                                         |
| Proxy                                                    | Brandon Deyette                                                        | EUA                                               | Drama                                | Barry Brandon, Stephanie Jean Davis, Brandon Deyette                                                                  | [ 262 ] |
| Quand je ne dors pas                                     | Tommy Weber                                                            | França                                            | Romance                              | Aurélien Gabrielli, Sébastien Bouillon, Hortense Gelinet, Élise Lhomeau, Jacques Weber                                | Em uma noite de inverno de Paris, um jovem tenta comprar uma passagem de trem para a costa                                                                                             |
| The Queen of Ireland                                     | Conor Horgan                                                           | Irlanda                                           | Documentário                         | Declan Buckley, Phillip McMahon, Una Mullally, David Norris, Rory O'Neill, Niall Sweeney                              | Sobre a vida da drag queen irlandesa Panti Bliss |
| Queer                                                    | Kerry Chalmers                                                         | Canadá                                            | Drama                                | Alec Albert, Jacob Atkinson, Keigan Buffett, Taylor Hallman                                                           | Um jovem queer precisa enfrentar um mundo homofóbico |
| Queer Movie Butterfly: The Adult World (퀴어영화 나비)   | Inkyu Baek                                                             | Coreia do Sul                                     | Drama                                | Daeyoung Kim, Yeongdeok Lim, Gwangmu Moon, Seungu Nam, Donghyeon Yoo, Seungwon Yoo                                    | Segue os empregados de um bar de anfitriões gay |
| Qui c’est les plus forts?                                | Charlotte de Turckheim                                                 | França                                            | Comédia, Drama                       | Alice Pol, Audrey Lamy, Bruno Sanches, Anne Lemarchand, Grégory Fitoussi, Daniel Njo Lobé                             | Enquanto luta para manter a custódia de sua irmã mais nova, uma mulher conhece um advogado gay que quer ter um filho                                                                   |
| Rabo de Peixe                                            | Joaquim Pinto, Nuno Leonel                                             | Portugal                                          | Documentário                         | | O casal de diretores reeditam um documentário que filmaram 15 anos antes na vila de Rabo de Peixe                                                                                      |
| Raichi Hikari Kurabu (ライチ☆光クラブ)                   | Eisuke Naito                                                           | Japão                                             | Comédia, Terror, Suspense            | Yuki Furukawa, Shūhei Nomura, Ayami Nakajo, Shotaro Mamiya, Junya Ikeda, Ryô Matsuda                                  | [ 269 ] |
| Raven’s Touch                                            | Marina Rice Bader                                                      | EUA                                               | Romance, Drama                       | Dreya Weber, Traci Dinwiddie, David Hayward, Victoria Park, Christopher O'Neal                                        | Uma mulher solitária e uma mãe solteira se encontram enquanto procuram paz na natureza                                                                                                 |
| Reel in the Closet                                       | Stu Maddux                                                             | EUA                                               | Documentário                         | David Imming, Bill Jones, Lynne Kirste, Halima Lucas, Susan Stryker, Dale Mitchell                                    | Uma coleção de vídeos caseiros feitos por pessoas queer desde a década de 30 |
| El Rey de La Habana                                      | Agustí Villaronga                                                      | Espanha, República Dominicana                     | Drama                                | Maykol David, Yordanka Ariosa, Héctor Medina, Jazz Vilá, Chanel Terrero, Ileana Wilson                                | Baseado no romance homônimo de Pedro Juan Gutiérrez |
| The Royal Road                                           | Jenni Olson                                                            | EUA                                               | Documentário                         | Tony Kushner | Filme experimental que reflete sobre a identidade butch e o amor não-correspondido |
| Ruben Guthrie                                            | Brendan Cowell                                                         | Austrália                                         | Drama, Romance                       | Patrick Brammall, Brenton Thwaites, Abbey Lee, Alex Dimitriades, Harriet Dyer                                         | [ 274 ] |
| Rudolf Nureyev: Dance to Freedom                         | Richard Curson Smith                                                   | Reino Unido                                       | Drama, Biográfico                    | Artem Ovcharenko, Svetlana Smirnova, Artem Yakovlev, Yuriy Utkin, Denis Aliev, Vladimir Chernyshov                    | Sobre a deserção do bailarino soviético Rudolf Nureyev para o Oeste em 1961 |
| S&M Sally                                                | Michelle Ehlen                                                         | EUA                                               | Comédia, Romance                     | Jen McPherson, Michelle Ehlen, Shaela Cook, Scott Keiji Takeda, Adrian Gonzalez                                       | Um casal lésbico explora o mundo BDSM enquanto seus amigos competem para ver qual deles participará de um ménage                                                                       |
| Safety First: The Movie                                  | Tim van Aelst                                                          | Bélgica                                           | Comédia                              | Matteo Simoni, Bruno Vanden Broecke, Ruth Beeckmans, Ben Segers, Tom van Dyck, Tom Waes                               | Baseado na série homônima, segue empregados de uma pequena companhia de segurança |
| The Same Difference                                      | Nneka Onuorah                                                          | EUA                                               | Documentário                         | Danielle Brooks, Ariane Davis, Lea DeLaria, Po Johnson, King Kells, AzMarie Livingston                                | Discute a hipocrisia em termos de papéis de gênero e as expectativas performativas na comunidade lésbica                                                                               |
| The Sandwich Nazi                                        | Lewis Bennett                                                          | Canadá                                            | Documentário                         | Salam Kahil, Derek Gunning                                                                                            | Um ex-garoto de programa, e músico amador faz sanduíches para desabrigados do bairro mais pobre de Vancouver                                                                           |
| Sangailės vasara                                         | Alantė Kavaitė                                                         | Lituânia                                          | Drama                                | Julija Steponaityte, Aistė Diržiūtė, Jūratė Sodytė, Martynas Budraitis                                                | trad. O Verão de Sangaile Uma adolescente que sonha em ser piloto se apaixona por uma menina em um show aéreo                                                                          |
| Santa Monica                                             | Felipe André Silva                                                     | Brasil                                            | Drama                                | Luís Távora, Alan Sencades, Carlos Eduardo Ferraz                                                                     | [ 281 ] |
| Saugatuck Cures                                          | Matthew Ladensack                                                      | EUA                                               | Comédia                              | Max Adler, Judith Chapman, Jordan Trovillion, Danny Mooney, Ralph Lister                                              | Um homem e seu amigo fingem ser ativistas ex-gays para conseguir dinheiro para o tratamento de câncer de sua mãe                                                                       |
| Schau mich nicht so an                                   | Uisenma Borchu                                                         | Alemanha                                          | Drama, Romance                       | Uisenma Borchu, Catrina Stemmer, Josef Bierbichler, Anne-Marie Weisz, Chimge Tsevelsuren                              | Uma mulher tem um intenso relacionamento com sua vizinha, uma mãe solteira, mas tudo muda com a chegada do pai desta                                                                   |
| Scrum                                                    | Poppy Stockell                                                         | Austrália                                         | Documentário                         | Brennan Bastyovanszky, Sydney Convicts, Pearse Egan, Charlie Winn, Aki Mizutani                                       | Segue três jogadores de rugby competindo na copa anual de rugby gay em Sydney |
| La scultura                                              | Mauro John Capece                                                      | Itália                                            | Drama, Romance                       | Corinna Coroneo, Adrien Liss, Pierpaolo Capovilla, Flavio Sciolè, Gabriele Silvestrini, Kyrahm                        | Sobre o amor, prostituição, travestismo, e a situação da escultura como arte na Itália moderna                                                                                         |
| Sea Without Shore                                        | André Semenza, Fernanda Lippi                                          | Reino Unido                                       | Drama, Romance                       | Livia Rangel, Fernanda Lippi, Anna Mesquita, Ankie Hermansson                                                         | trad. Onde o Mar Descansa Uma mulher numa ilha sueca no século XIX sofre com a perda de sua amada                                                                                      |
| El secreto de Magdalena                                  | Josué Miranda                                                          | Ecuador                                           | Romance, Drama                       | Patricia Guillén, Michelle Prendes, Celeste Santillán                                                                 | Uma fotógrafa retorna a Guayaquil e se apaixona por uma mulher |
| Seed Money: The Chuck Holmes Story                       | Michael Stabile                                                        | EUA                                               | Documentário                         | Jim Bentley, Chi Chi LaRue, Jake Shears, Mac Turner                                                                   | Sobre o pornógrafo e filantropo gay Chuck Holmes |
| Seeking Dolly Parton                                     | Michael Worth                                                          | EUA                                               | Comédia, Romance, Drama              | Kacey Clarke, Anya Monzikova, Michael Worth                                                                           | Duas mulheres decidem ter um bebê e têm a ideia de usar o ex de uma delas como o doador de esperma                                                                                     |
| Seihokusei (西北西)                                      | Takuro Nakamura                                                        | Japão                                             | Drama, Romance                       | Hanae Kan, Yûka Yamauchi, Sahel Rosa                                                                                  | Uma garçonete tem que lidar com seu relacionamento com uma modelo ciumenta e seus sentimentos por uma artista iraniana                                                                 |
| A Seita                                                  | André Antônio                                                          | Brasil                                            | Ficção Científica                    | Sócrates Alexandre, Felipe Araújo, Júlio Emílio, Paulo Faltay, Ericka Rolim                                           | Em 2040, um jovem rico sai das colônias espaciais e retorna à Terra e descobre a existência de uma sociedade secreta                                                                   |
| Set the Thames on Fire                                   | Ben Charles Edwards                                                    | Reino Unido                                       | Fantasia, Comédia, Drama             | Michael Winder, Max Bennett, Noel Fielding, Sally Phillips, Sadie Frost, Lily Loveless                                | Dois jovens planejam escapar de uma Londres distópica governada por um tirano |
| Sex, Death and Bowling                                   | Ally Walker                                                            | EUA                                               | Drama, Comédia                       | Adrian Grenier, Selma Blair, Bailey Chase, Melora Walters, Drea de Matteo, Mary Lynn Rajskub                          | Um garoto conta com a ajuda de seu tio designer para competir no torneio de boliche de sua cidade                                                                                      |
| Sextemplet                                               | Johan Palmgren                                                         | Suécia                                            | Documentário                         | | O dono de um antigo teatro em uma vizinhança conservadora começa a organizar shows burlescos e receber clubes de swingers para se sustentar                                            |
| She and I                                                | Lydia Green                                                            | EUA                                               | Comédia                              | Lydia Green, Leslie Gail, Darko Ostojić, Jessica Marshall-Gardiner                                                    | Rivais se tornam amigas quando descobrem uma determinação mútua |
| A Sinner in Mecca                                        | Parvez Sharma                                                          | EUA, Índia, Arábia Saudita                        | Documentário                         | Parvez Sharma | Sobre a peregrinação do diretor gay e muçulmano até Meca |
| Sisters of the Plague                                    | Jorge Torres-Torres                                                    | EUA                                               | Mistério, Terror, Drama              | Josephine Decker, Thomas Francis Murphy, Isolde Chae-Lawrence, Eva Dorrepaal                                          | Uma guia turística de casas assombradas contata uma médium quando se sente cercada pelo mal                                                                                            |
| Sleeping Giant                                           | Andrew Cividino                                                        | Canadá                                            | Drama, Aventura                      | Jackson Martin, Nick Serino, Reece Moffett, David Disher, Erika Brodzky, Katelyn McKerracher                          | trad. Gigante Adormecido Três primos adolescentes passam as férias no Lago Superior |
| Sneeuwwitje en de zeven kleine mensen                    | Will Koopman                                                           | Países Baixos                                     | Comédia, Fantasia, Romance           | Abbey Hoes, Susan Visser, Leontine Borsato, Niels Gomperts, Freek Bartels, Carlo Boszhard                             | Versão moderna do conto da Branca de Neve |
| Sociopathia                                              | Ruby LaRocca, Rich Mallery                                             | EUA                                               | Terror                               | Tammy Jean, Asta Paredes, Nicola Fiore, Ruby LaRocca, George Stover, Rich Mallery                                     | Uma mulher com medo de ser abandonada transforma qualquer amante que pensa em deixá-la em bonecas vivas                                                                                |
| Soft Lad                                                 | Leon Lopez                                                             | Reino Unido                                       | Drama, Romance                       | Daniel Brocklebank, Jonny Labey, Suzanne Collins, Craig Stein, Laura Ainsworth, Mya Collins                           | [ 301 ] |
| Somewhere in the Middle                                  | Lanre Olabisi                                                          | EUA                                               | Comédia, Romance, Drama              | Charles Miller, Cassandra Freeman, Marisol Miranda, Louisa Ward, Dennis Rubin Green, Aristotle Stamat                 | [ 302 ] |
| Sommer in Wien                                           | Walter Größbauer                                                       | Áustria                                           | Documentário                         | | Um olhar pelas vidas de alguns cidadãos de Viena durante um verão na cidade |
| Spandex sapiens                                          | Oskari Pastila                                                         | Finlândia                                         | Documentário                         | Michael Majalahti, Jessica Love                                                                                       | Segue o filho de um pastor canadense que abre a primeira companhia de wrestling profissional na Finlândia, e a lutadora trans que faz parte dela                                       |
| Stained Glass Rainbows                                   | Kent C. Williamson                                                     | EUA                                               | Documentário                         | Ric Alba, Sean Doty, Jonathan Ervin, Robert Gagnon, Brian Healy, Cindi Love                                           | Explora a colisão entre a comunidade LGBT e a Igreja Cristã |
| Stanley's Mouth                                          | Mike Retter                                                            | Austrália                                         | Drama                                | Stanley Browning, David Geddes, Joshua Mensch, Elysia Morrison, Patch Oliver                                          | Um jovem cristão descobre o mundo gay e passa por novas experiências e melancolia ao alcançar a maturidade                                                                             |
| The State Of Marriage                                    | Jeffrey Kaufman                                                        | EUA                                               | Documentário                         | Terrence McNally, John Lewis, Howard Dean, Tom Little, Beth Robinson, Stan Baker                                      | Sobre as origens do movimento em prol do casamento igualitário nos Estados Unidos |
| Steel                                                    | Sven J. Matten                                                         | Canadá                                            | Drama, Romance                       | Chad Connell, David Cameron, Tamara Gorski, Erik Athavale, Mimi Kuzyk, Jason Wishnowski                               | [ 308 ] |
| Stinking Heaven                                          | Nathan Silver                                                          | EUA                                               | Drama, Comédia                       | Deragh Campbell, Henri Douvry, Hannah Gross, Tallie Medel, Eléonore Hendricks, Keith Poulson                          | trad. Paraíso Fétido Segue um grupo de viciados em reabilitação vivendo em uma casa suburbana na Nova Jersey dos anos 90                                                               |
| Stonewall                                                | Roland Emmerich                                                        | EUA                                               | Drama                                | Jeremy Irvine, Ron Perlman, Jonathan Rhys Meyers                                                                      | trad. Stonewall: Onde o Orgulho Começou Sobre a Rebelião de Stonewall, acusado de whitewashing e conter muitas impresisões históricas                                                  |
| Stuff                                                    | Suzanne Guacci                                                         | EUA                                               | Romance, Drama                       | Yvonne Jung, Karen Sillas, Traci Dinwiddie, Phyllis Somerville, Kevin Brown, Joseph A. Halsey                         | Depois de 14 anos juntas, a relação entre duas mulheres está em perigo |
| Super Awesome!                                           | Guy Edmonds, Matt Zeremes                                              | Austrália                                         | Musical, Comédia                     | Guy Edmonds, Matt Zeremes, Simon Burke, Rob Carlton, Annie Maynard, Brett Stiller                                     | Dois melhores amigos escrevem, escalam, e ensaiam um musical sobre o casamento igualitário                                                                                             |
| The Surface                                              | Michael J. Saul                                                        | EUA                                               | Drama, Romance                       | Harry Hains, Nicholas McDonald, Michael Redford, Kyle Patrick Darling, Samantha Bowling, Jinny Chung                  | Um órfão de 22 anos compra uma câmera antiga com alguns rolos de filme de um senhor e começa a viver através desses vídeos caseiros                                                    |
| Swansong                                                 | Douglas Ray                                                            | Reino Unido                                       | Drama, Suspense, Comédia             | Paul Hilton, Eva Birthistle, Antonia Campbell-Hughes, James Lance, Andrew Hawley, Matt Berry                          | Um ex-pop star rapta sua ex-mulher e a namorada dela e planeja envenenar as duas e ele mesmo                                                                                           |
| Swung                                                    | Colin Kennedy                                                          | Reino Unido                                       | Drama, Romance                       | Elizabeth McGovern, Elena Anaya, Steven Cree, Owen McDonnell, Shauna Macdonald, David Elliot                          | Um homem encontra um site para swingers e sua namorada jornalista acha que isso é uma oportunidade para uma história                                                                   |
| Tab Hunter Confidential                                  | Jeffrey Schwarz                                                        | EUA                                               | Documentário                         | Tab Hunter, Debbie Reynolds, Robert Wagner, John Waters, George Takei, Clint Eastwood                                 | Conta a história do ator Tab Hunter, e é inspirado em sua autobiografia homônima |
| Take Me to the River                                     | Matt Sobel                                                             | EUA                                               | Drama                                | Logan Miller, Richard Schiff, Robin Weigert, Josh Hamilton                                                            | [ 316 ] |
| Tangerine                                                | Sean Baker                                                             | EUA                                               | Drama                                | Kitana Kiki Rodriguez, Mya Taylor, Karren Karagulian, Mickey O'Hagan, Alla Tumanian, James Ransone                    | Uma prostituta trans sai da prisão e começa a caçar a mulher com quem seu namorado a traiu com a ajuda de uma amiga                                                                    |
| Tchindas                                                 | Pablo García Pérez de Lara, Marc Serena                                | Cabo Verde, Espanha                               | Documentário                         | | Baseado no livro Això no és africà!: del Caire a Ciutat del Cap a través dels amors prohibits de Marc Serena                                                                           |
| Te prometo anarquía                                      | Julio Hernández Cordón                                                 | México                                            | Drama, Romance                       | Diego Calva, Eduardo Eliseo, Martínez Martha, Claudia Moreno                                                          | |
| Teobaldo Morto, Romeu Exilado                            | Rodrigo de Oliveira                                                    | Brasil                                            | Drama                                | Rômulo Braga, Sara Antunes, Alexandre Cioletti                                                                        | Após ser deixado por sua esposa grávida, um homem reencontra um amigo que deveria estar morto                                                                                          |
| That’s Not Us                                            | William Sullivan                                                       | EUA                                               | Romance, Drama, Comédia              | David Rysdahl, Sarah Wharton, Mark Berger, Tommy Nelms, Elizabeth Gray, Nicole Pursell                                | Três jovens casais; um lésbico, um gay, e um hétero; passam as férias em uma casa na praia                                                                                             |
| They Call Him One Eye Faggot                             | Germán Magariños                                                       | Argentina                                         | Ação, Crime                          | Vic Cicuta, Pablo Marini, Matías Omar Barbero, Ramón Cordero, Leandro De la Torre, Nicolás Galvagno                   | Um policial raptado e obrigado a se prostituir por uma gangue acaba ficando viciado em maconha e planeja sua vingança                                                                  |
| This Is Drag                                             | Mark Kenneth Woods                                                     | EUA                                               | Documentário                         | Alyssa Edwards, Bianca Del Rio, Courtney Act, D.J. "Shangela" Pierce, Darienne Lake, Mark Kenneth Woods               | Um olhar íntimo no por trás das cenas das performances e vidas de drag queens renomadas                                                                                                |
| This Is Gay Propaganda: LGBT Rights & the War in Ukraine | Marusya Bociurkiw                                                      | Canadá, Ucrânia                                   | Documentário                         | | Mostra o impacto que revolução ucraniana de 2014 teve nas vidas de pessoas LGBT do país                                                                                                |
| Those People                                             | Joey Kuhn                                                              | EUA                                               | Drama                                | Jonathan Gordon, Jason Ralph, Haaz Sleiman, Britt Lower, Meghann Fahy, Chris Conroy                                   | Um pintor de Manhattan tem seu coração dividido entre seu infame amigo socialista e um pianista mais velho                                                                             |
| Throuple                                                 | Phillips Payson                                                        | EUA                                               | Comédia                              | Samantha Scaffidi, Todd Litzinger, Mikaal Bates, Jordan Turchin, Ingrid Vollset, Ayinde Howell                        | Um jovem casal com problemas, um trio poliamoroso cavando um buraco, e um recluso misterioso convergem                                                                                 |
| Ti@s                                                     | John Petrizzelli                                                       | Venezuela                                         | Documentário                         | | Inspirado pela luta de seu tio contra a homofobia, o diretor narra as vidas de pessoas de diferentes sexualidades                                                                      |
| Tig                                                      | Kristina Goolsby, Ashley York                                          | EUA                                               | Documentário                         | Tig Notaro | Sobre a batalha da comediante lésbica Tig Notaro contra o câncer |
| Time Out                                                 | Rikhil Bahadur                                                         | Índia                                             | Drama                                | Chirag Malhotra, Pranay Pachauri, Kaamya Sharma, Aditya Jain, Vedabrata Rao, Sanya Arora                              | A amizade entre dois garotos é testada quando um deles tem que confrontar as complexidades deste relacionamento                                                                        |
| Tod den Hippies!! Es lebe der Punk!                      | Oskar Roehler                                                          | Alemanha                                          | Comédia, Crime, Drama                | Tom Schilling, Götz Otto, Wilson Gonzalez Ochsenknecht, Emilia Schüle, Frederick Lau                                  | [ 327 ] |
| Toro                                                     | Martin Hawie                                                           | Alemanha                                          | Drama                                | Paul Wollin Miguel Dagger Leni Speidel                                                                                | A amizade entre dois prostitutos é testada quando eles perdem todo seu dinheiro |
| Toute première fois                                      | Noémie Saglio, Maxime Govare                                           | França                                            | Comédia                              | Pio Marmaï, Franck Gastambide, Adrianna Gradziel, Lannick Gautry, Camille Cottin                                      | trad. Beijei Uma Garota ou Há Sempre Uma Primeira Vez Um homem gay prestes a se casar com o namorado se sente atraído por uma mulher pela primeira vez                                 |
| ToY                                                      | Patrick Chapman                                                        | EUA                                               | Suspense, Romance                    | Briana Evigan, Kerry Norton, Daniel Hugh Kelly, Bre Blair, Matt O'Leary, Harvey J. Alperin                            | Uma jovem artista filma prostitutas para um projeto e se apaixona por uma delas em seus 40 anos                                                                                        |
| Transfixed                                               | Alon Kol                                                               | Canadá, EUA                                       | Documentário                         | | Uma mulher trans e seu namorado, os dois vivendo com síndrome de Asperger, sonham em se casarem                                                                                        |
| Tudo Que Deus Criou                                      | André da Costa Pinto                                                   | Brasil                                            | Drama                                | Claudio Jaborandy, Guta Stresser, Letícia Spiller, Maria Gladys, Paulo Vespúcio                                       | Um jovem prostituto sexualmente abusado pelo cunhado encontra conforto no vizinho, que é assediado por uma virgem cega                                                                 |
| Tung baan tung hok (同班同學)                            | Luk Yee-sum                                                            | Hong Kong                                         | Drama, Erótico                       | Ashina Kwok, Fish Liew, Koyi Mak, Dada Chan, Gregory Wong                                                             | Três jovens dividem um apartamento e se prostituem juntas |
| Tung lau hap woo (同流合烏)                              | Scud                                                                   | Hong Kong, Taiwan, China                          | Drama, Erótico                       | Adonis He Fei, Jackie Chow, Ching-Man Chin, Fiona Wang, Jie Shui, William Lo                                          | Também conhecido como Utopians Um jovem se apaixona por seu professor |
| TupiniQueens                                             | João Monteiro                                                          | Brasil                                            | Documentário                         | Márcia Pantera, Latrice Royale, D.J. "Shangela" Pierce, Raja Gemini, Gloria Groove, Adore Delano                      | Sobre a arte da performance drag em São Paulo |
| Udagawachô de matteteyo (宇田川町で待っててよ。)         | Noriko Yuasa                                                           | Japão                                             | Romance                              | Mario Kuroba, Ryûgi Yokota, Momoka Ayukawa, Karin Tachibana, Rin Ishikawa, Karin Banjo                                | Um jovem tímido encontra seu colega de turma fazendo cross-dressing nas ruas de Shibuya                                                                                                |
| En underbar jävla jul                                    | Helena Bergström                                                       | Suécia                                            | Comédia                              | Maria Lundqvist, Robert Gustafsson, Anastasios Soulis, Anton Lundqvist, Rakel Wärmländer                              | Um casal gay e sua amiga grávida planejam formar uma família, mas não contaram aos pais quem é o pai da criança                                                                        |
| Unimaginable                                             | Cedric Thomas Smith                                                    | EUA                                               | Drama                                | George Cisneros, Carlos Camacho, Maxine Greco, Alyssia Rivera, Steve Dominguez, Rachel Lena Young                     | Um homem esconde o abuso que sofre com seu ex namorado da mãe, que também era abusada pelo marido                                                                                      |
| Unlikely Family                                          | Russ Kirkpatrick                                                       | EUA                                               | Documentário                         | | Segue cidadãos cristãos de Tulsa rejeitados por suas família e comunidades por sua orientação sexual ou divórcio                                                                       |
| Unter der Haut                                           | Claudia Lorenz                                                         | Suíça                                             | Drama                                | Dominique Jann, Ursina Lardi, Linda Olsansky, Nicolas Rosat, Antonio Buil Pueyo, Rifka Fehr                           | trad. O Que Há Entre Nós? Depois de 18 anos de casamento, uma mulher percebe que seu marido prefere mais os homens                                                                     |
| Upstairs Inferno                                         | Robert L. Camina                                                       | EUA                                               | Documentário                         | Christopher Rice, Regina Adams, Misti Ates, David Billings, Paul Breton, Stewart Butler                               | Sobre o pouco conhecido assassínio em massa na Nova Orleans de 1973, onde 29 pessoas morreram em um incêndio em um bar gay                                                             |
| Vampyres                                                 | Víctor Matellano                                                       | Espanha                                           | Terror, Erótico                      | Marta Flich, Almudena León, Alina Nastase, Fele Martínez, Verónica Polo, Anthony Rotsa                                | Duas vampiras milenares mantém um homem cativo no porão de sua mansão |
| La vanité                                                | Lionel Baier                                                           | França, Suíça                                     | Drama, Comédia                       | Ivan Georgiev, Carmen Maura, Patrick Lapp                                                                             | trad. A Vaidade Um senhor com câncer escolhe morrer por eutanásia, mas nada parece dar certo                                                                                           |
| Vergine giurata                                          | Laura Bispuri                                                          | Itália                                            | Drama                                | Alba Rohrwacher, Flonja Kodheli, Lars Eidinger, Luan Jaha, Bruno Shllaku, Ilire Celaj                                 | trad. Virgem Juramentada Sobre uma virgem juramentada balcã que volta a viver como uma mulher                                                                                          |
| Viaggio nella dopo-storia                                | Vincent Dieutre                                                        | França                                            | Documentário                         | Simon Versnel, Vincent Dieutre, Emmanuel Pierrat                                                                      | O diretor e seu parceiro viajam pela Itália, recriando um de seus filmes |
| La vida después                                          | Franco Verdoia, Pablo Bardauil                                         | Argentina                                         | Fantasia, Drama                      | María Onetto, Carlos Belloso, Rafael Ferro, Sandra Villani, Maria Lorenzutti, José Luis Alfonzo                       | Depois de 25 anos de matrimônio, um casal decide se separar e deve se adaptar a uma nova vida                                                                                          |
| Videofilia (y otros síndromes virales)                   | Juan Daniel Fernández                                                  | Peru                                              | Drama                                | Muki Sabogal, Terom, Liliana Albonoz, Michel Lovón, José Alegría                                                      | |
| La Vie très privée de monsieur Sim                       | Michel Leclerc                                                         | Bélgica                                           | Drama, Comédia                       | Jean-Pierre Bacri, Mathieu Amalric, Valeria Golino, Isabelle Gélinas, Vimala Pons, Vincent Lacoste                    | [ 346 ] |
| Ville-Marie                                              | Guy Édoin                                                              | Canadá                                            | Drama                                | Monica Bellucci, Aliocha Schneider, Pascale Bussières, Patrick Hivon                                                  | Uma atriz francesa de sucesso vai a Montreal para gravar um novo projeto e e se reaproximar do filho gay                                                                               |
| El virus de la por                                       | Ventura Pons                                                           | Espanha                                           | Drama                                | Roser Batalla Rubén de Eguía Albert Ausellé Santi Ricart Diana Gómez Xavier Pujolràs                                  | A integridade de um professor de natação é questionada quando rumores são espalhados                                                                                                   |
| Viva                                                     | Paddy Breathnach                                                       | Irlanda                                           | Drama                                | Jorge Perugorría, Luis Alberto García, Héctor Medina, Jorge Martinez, Luis Manuel Alvarez                             | Um jovem artista drag reencontra seu pai e precisa aceita sua sexualidade |
| Voglio dormire con te                                    | Mattia Colombo                                                         | Itália                                            | Documentário                         | Luca Acerbis, Roberto Caruso, Rolando Colombo, Simona Colombo, Gabriele De Risi, Michele Denaro                       | Sobre o começo e o fim do amor e a fragilidade dos laços humanos |
| Waiting for B.                                           | Paulo Cesar Toledo, Abigail Spindel                                    | Brasil                                            | Documentário                         | Charles Angels, Bruno Brunet, Rick Caled, Gabriela Electra                                                            | Dezenas de jovens, sem condições financeiras ficam dois meses na fila do estádio do Morumbi para assistir ao show da Beyoncé                                                           |
| Wanja                                                    | Carolina Hellsgård                                                     | Alemanha                                          | Drama                                | Anne Ratte-Polle, Nele Trebs, Robert Viktor Minich, Marko Dyrlich, Michael Baderschneider, Mehmet Yilmaz              | Solta após anos na cadeia, uma assaltante começa a trabalhar em uma arena de turfe e aconselha uma jovem perturbada                                                                    |
| Wasp                                                     | Philippe Audi-Dor                                                      | Reino Unido, França                               | Drama                                | Hugo Bolton, Elly Condron, Simon Haycock                                                                              | As férias românticas de dois homens no sul da França são interrompidas pela chegada súbita de uma amiga                                                                                |
| Water Boyy (รักใสใส..วัยรุ่นชอบ)                             | Rachyd Kusolkulsiri                                                    | Tailândia                                         | Drama,                               | Luangsodsai Anupart, Beam Papangkorn, Kitwiriya Natcharee, Nappon Gomarachun, Ausavapat Ausavaterakul                 | Segue dois jovens no time de natação de sua escola |
| Weil ich bin wer ich bin                                 | Benjamin Cantu, Nils Bökamp                                            | Alemanha                                          | Documentário                         | Mojisola Adebayo, Dustin Lance Black, Lena Klimova, Askold Kurov, Pavel Loparev                                       | Dois cineastas ex-amantes de Berlim vijam por um mundo dividido ao discutirem os direitos LGBT                                                                                         |
| Welcome to this House                                    | Barbara Hammer                                                         | EUA, Brasil, Canadá                               | Documentário                         | Elizabeth Bishop, Kathleen Chalfant, Barbara Hammer, Erin Miller, Barbara Page                                        | Sobre os lares e amores da poetisa Elizabeth Bishop |
| When I'm with You                                        | Daniel Armando                                                         | EUA                                               | Drama                                | Adrienne Lovette, Evan Price, Ella Jane New, John Rice, Reynaldo Piniella                                             | Uma mulher tenta se reaproximar de seu irmão homofóbico e confessar seu amor para o melhor amigo gay                                                                                   |
| While You Weren't Looking                                | Catherine Stewart                                                      | África do Sul                                     | Drama                                | Camilla Waldman, Sandi Schultz, Petronella Tshuma, Thishiwe Ziqubu                                                    | A filha adotiva de um casal lésbico inter-racial conhece uma mulher andrógena |
| Wild Horses                                              | Robert Duvall                                                          | EUA                                               | Suspense, Drama, Crime               | Robert Duvall, James Franco, Josh Hartnett, Adriana Barraza, Jim Parrack, Luciana Pedraza                             | trad. Cavalos Selvagens |
| Winning Dad                                              | Arthur Allen                                                           | EUA                                               | Drama, Romance                       | Arthur Allen, Chuck Sigars, Jake Street                                                                               | Um homem engana seu pai homofóbico ao levá-lo para acampar com seu namorado secreto |
| The Witness                                              | James Solomon                                                          | EUA                                               | Documentário                         | William Genovese, Shannon Beeby, Kitty Genovese, Catherine Pelonero                                                   | Um homem procura a verdade sobre o assassinato de sua irmã, Kitty Genovese |
| Wo willst du hin, Habibi?                                | Tor Iben                                                               | Alemanha                                          | Drama, Romance                       | Cem Alkan, Martin Walde, Ilknur Boyraz, Özay Fecht, Neil Malik Abdullah, Rana Farahani                                | Um jovem de descendência turca se apaixona por um lutador criminoso hétero e os dois acabam virando amigos                                                                             |
| A Woman Like Me                                          | Alex Sichel, Elizabeth Giamatti                                        | EUA                                               | Documentário, Drama                  | Lili Taylor | Filme híbrido que conta simultaneamente a história real da luta contra o câncer de uma das diretora e a história fictícia de uma mulher que faz o mesmo                                |
| Women He’s Undressed                                     | Gillian Armstrong                                                      | Austrália                                         | Documentário                         | Orry-Kelly, Darren Gilshenan, Deborah Kennedy, Louis Alexander, David E. Woodley, Nathaniel Middleton                 | Sobre Orry-Kelly, designer das estrelas de Hollywood na era de ouro |
| Wonderful World End (ワンダフルワールドエンド )          | Daigo Matsui                                                           | Japão                                             | Fantasia, Musical, Drama             | Ai Hashimoto, Jun Aonami, Yu Inaba, Go Riju                                                                           | |
| The Year We Thought About Love                           | Ellen Brodsky                                                          | EUA                                               | Documentário                         | | Uma trupe de teatro da juventude LGBT falam sobre suas vidas fora do armário no palco                                                                                                  |
| Yes or No 2.5 (กลับมา เพื่อรักเธอ)                           | Kirati Nakintanon                                                      | Tailândia                                         | Romance                              | Pimpakan Bangchawong, Supanart Jittaleela, Chansakorn Kittiwattanakorn, Sunanta Yoonniyom                             | |
| Yes, We Fuck!                                            | Antonio Centeno, Raúl de la Morena                                     | Espanha                                           | Documentário                         | | Explora a sexualidade das pessoas com diversidade funcional |
| Yêu                                                      | Việt Max                                                               | Vietnã                                            | Romance, Drama                       | Chi Pu, Gil Le, B Trần, Pho Dac, Biet Lâm, Thanh Mỹ, Huỳnh Đông                                                       | Explora relacionamentos entre amigos, família, e amantes |
| You’re Killing Me                                        | Jim Hansen                                                             | EUA                                               | Comédia, Romance, Terror             | Jeffery Self, Drew Droege, Mindy Cohn, Carolyn Hennesy, Bryan Safi, Jack Plotnick                                     | Um homem revela para o namorado que é um serial killer, mas este acha que ele está brincando                                                                                           |
| Youth                                                    | Paolo Sorrentino                                                       | Itália                                            | Drama                                | Michael Caine, Harvey Keitel, Rachel Weisz, Paul Dano                                                                 | |
| Zen & the Art of Dying                                   | Broderick Fox                                                          | Austrália, EUA                                    | Documentário                         | Zenith Virago | Sobre as experiências da ativista lésbica Zenith Virago com a morte |
| Zuì Shēng Mèng Sǐ (醉.生夢死)                            | Chang Tso-chi                                                          | Taiwan                                            | Drama                                | Lee Hong-chi, Cheng Jen-shuo, Huang Shang-ho, Lu Hsueh-feng, Ching-Ting Wang, Chang Ning                              | Também conhecido como Thanatos, Drunk Um homem vive com seu irmão gay nas periferias de Taipé                                                                                          |